# 2006-os Formula–1 világbajnokság
A 2006-os Formula–1 világbajnokság az 57. Formula–1-es világbajnoki szezon volt, amely 2006. március 12-től 2006. október 22-ig tartott, és 18 futamból állt. Az egyéni világbajnok Fernando Alonso, a konstruktőri bajnok a Renault lett. A pályafutása utolsó szezonját teljesítő ferraris hétszeres világbajnok, Michael Schumacher a második helyen végzett, míg a konstruktőri bajnokságban a Ferrari 5 ponttal maradt el a Renault-tól; a harmadik helyezett a McLaren lett, mely egyetlen versenyt sem nyert. A szezon elsősorban Alonso és Schumacher csatájáról szólt, mindketten hét versenyt nyertek meg. Ebben az évben debütált Nico Rosberg, Robert Kubica, Scott Speed, Ide Júdzsi, Jamamoto Szakon és Franck Montagny, valamint a Honda, a BMW Sauber, a Midland és a Super Aguri csapat. Az időmérő rendszerrel és a motorokkal kapcsolatban fontos szabálymódosítások történtek az év előtt.

## Változások 2006-ban

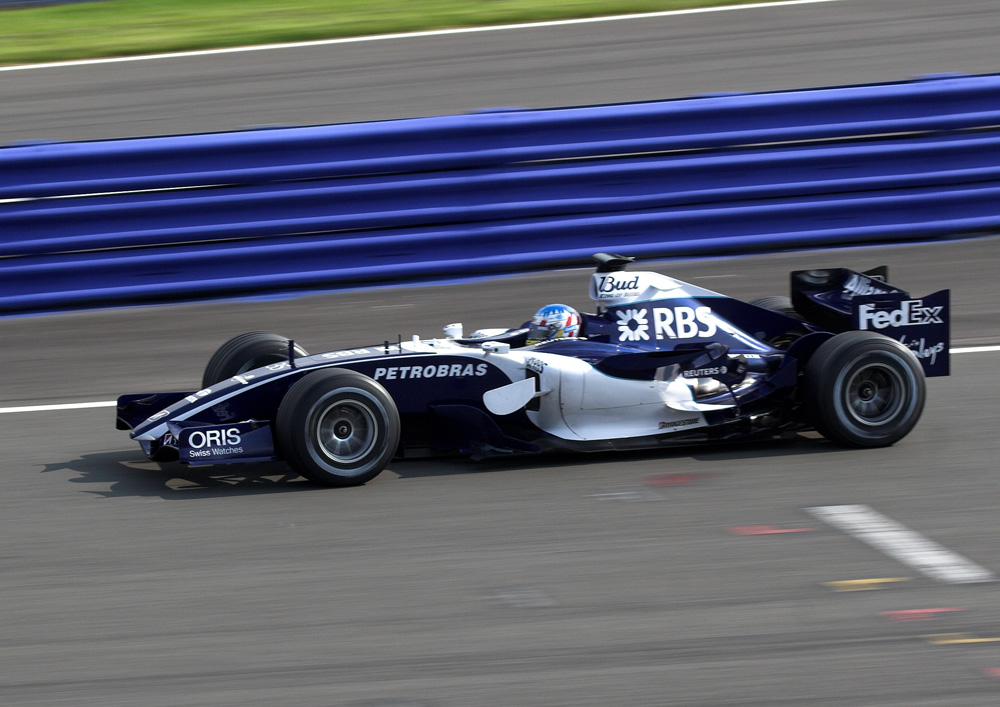
Alexander Wurz, a Williams tesztversenyzője

Ez volt az első szezon 1995 óta, amikor a szezonnyitó futam nem az ausztrál nagydíj volt. Ennek oka, hogy március 15. és 26. között Melbourne-ben rendezték meg a 2006-os nemzetközösségi játékokat. A futam pont erre az időpontra esett volna, így a melbourne-i végül a harmadik verseny lett, a szezonnyitó futam pedig a bahreini nagydíj lett.
Az eredeti 19 verseny helyett csak 18-at rendeztek meg, mivel a Spa-Francorchampsi pálya bokszutcája és utolsó kanyarkombinációja ez évben épült át. A korábbi 10 helyett 11 csapat vett részt a bajnokságban.

### Szabályok

#### Motorok

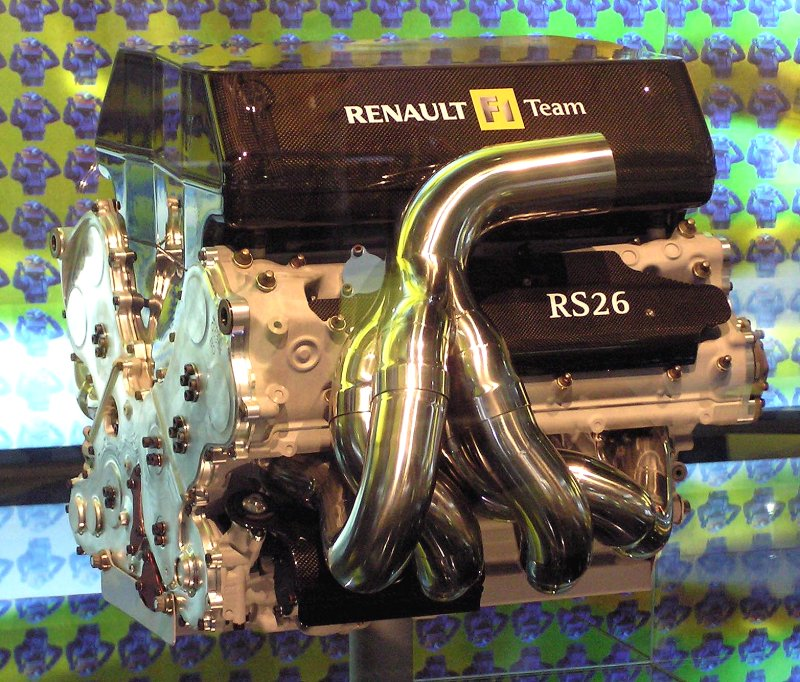
A Renault 2006-os V8-as motorja, az RS26

A csapatok csak 2,4 literes, V8-as motorokat használhattak, a korábbi V10-es, 3 literes motorok helyett. Egyedül a Toro Rosso használt 10-hengeres, 3000 köbcentis motort, melynek azonban le kellett fogni a fordulatszámát 16 000/perc-re. Ők is csak kényszerből maradtak a V10-esnél, mivel drága lett volna újratervezni a korábbi V8-as motort. A motorok hengerűrtartalmának szabályozása miatt jelentős teljesítménycsökkenést vártak, de végül a köridők mégsem lettek sokkal rosszabbak a 2005-ösökhöz képest; sőt voltak versenypályák, amelyeken gyorsabbak voltak, mint az előző évben.
A Cosworth 2005 decemberében az új V8-as motorjával elsőként lépte át a 19 000 fordulat/perces határt a Formula–1-ben. Az motorok maximális fordulatszáma az évad végére elérhette a 21000 fordulat/percet is. A következő, 2007-es szezonra az FIA 19000-re korlátozta a motorok maximális percenkénti fordulatszámát.
A Williams (BMW-ről Cosworth-ra) és a Red Bull Racing (Cosworth-ról Ferrarira) váltott motort. Az új BMW Sauber és a Honda saját motorját alkalmazta, míg a Midland Toyota, a Toro Rosso Cosworth, a Super Aguri pedig Honda erőforrásokat használt.

#### Időmérő edzés

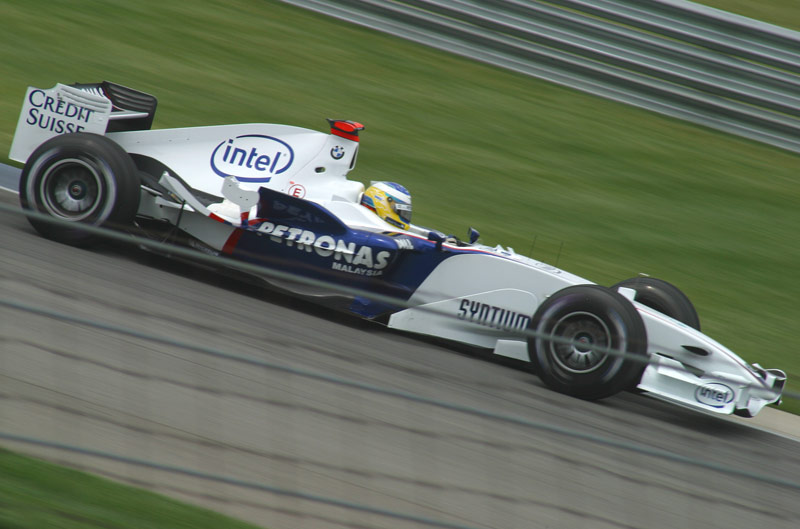
Heidfeld a BMW Sauberrel

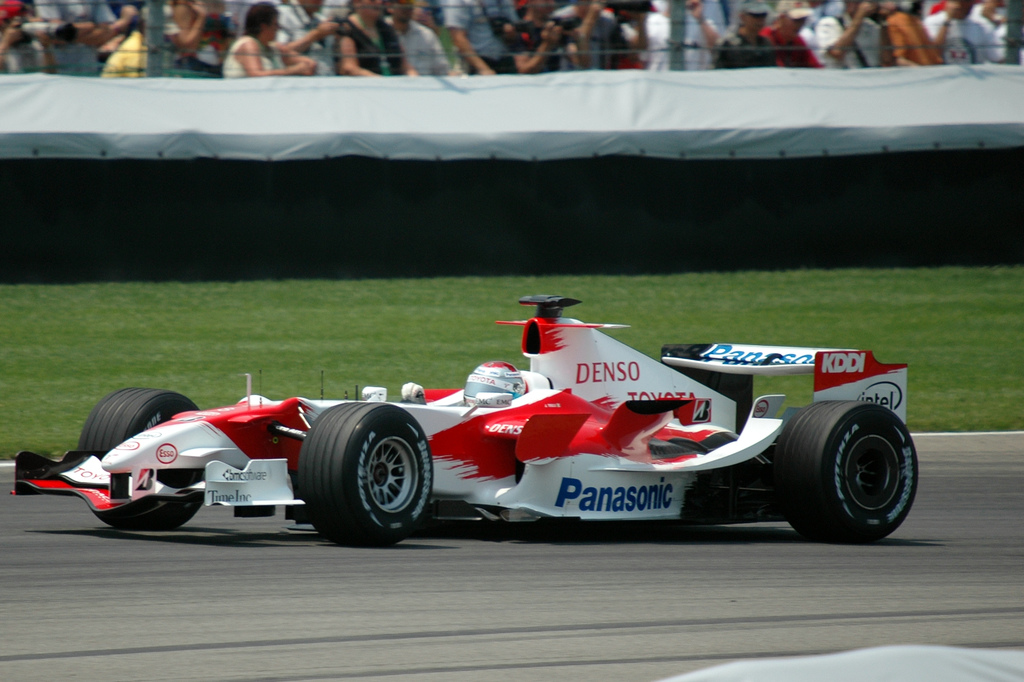
Trulli a Toyotával

Megváltozott az időmérő rendszer is. A korábbi egyórás időmérőt három részre osztották, a közöttük lévő időben a közvetítésben a reklámok foglaltak helyet. Az első részben a hat leglassabb versenyző esett ki, akik a következő két részben már nem vehettek részt, és leggyorsabb köreiknek megfelelően megkapták az utolsó hat rajthelyet. A többi tizenhat versenyzőnek az első részben futott köre ezután már nem számított. A második szakaszban szintén hat versenyző esett ki, akik idejüknek megfelelően a 11-16. helyet szerezték meg. Az utolsó szakaszra így 10 versenyző maradt, akiknek az előző két részben futott köreiket szintén nem vették figyelembe. Ennek a résznek az első öt percében a versenyzők egyszerűen csak köröztek a pályán, jelentősebb idők nélkül, mivel az elfogyasztott üzemanyag-mennyiséget a verseny előtt visszatölthették autójukba. Ezután a versenyzők egymás után kétszer is kiálltak a boxba új gumikért, hogy minél jobb kört tudjanak futni. Akik az első két szakaszban kiestek, újratankolhatták autójukat az időmérő után.
A francia nagydíjig az első két szakasz 15, az utolsó 20 perces volt. A versenytől kezdve azonban 15 percesre csökkent az utolsó szakasz hossza, így mindhárom rész ugyanolyan hosszú lett.

#### Szabadedzések

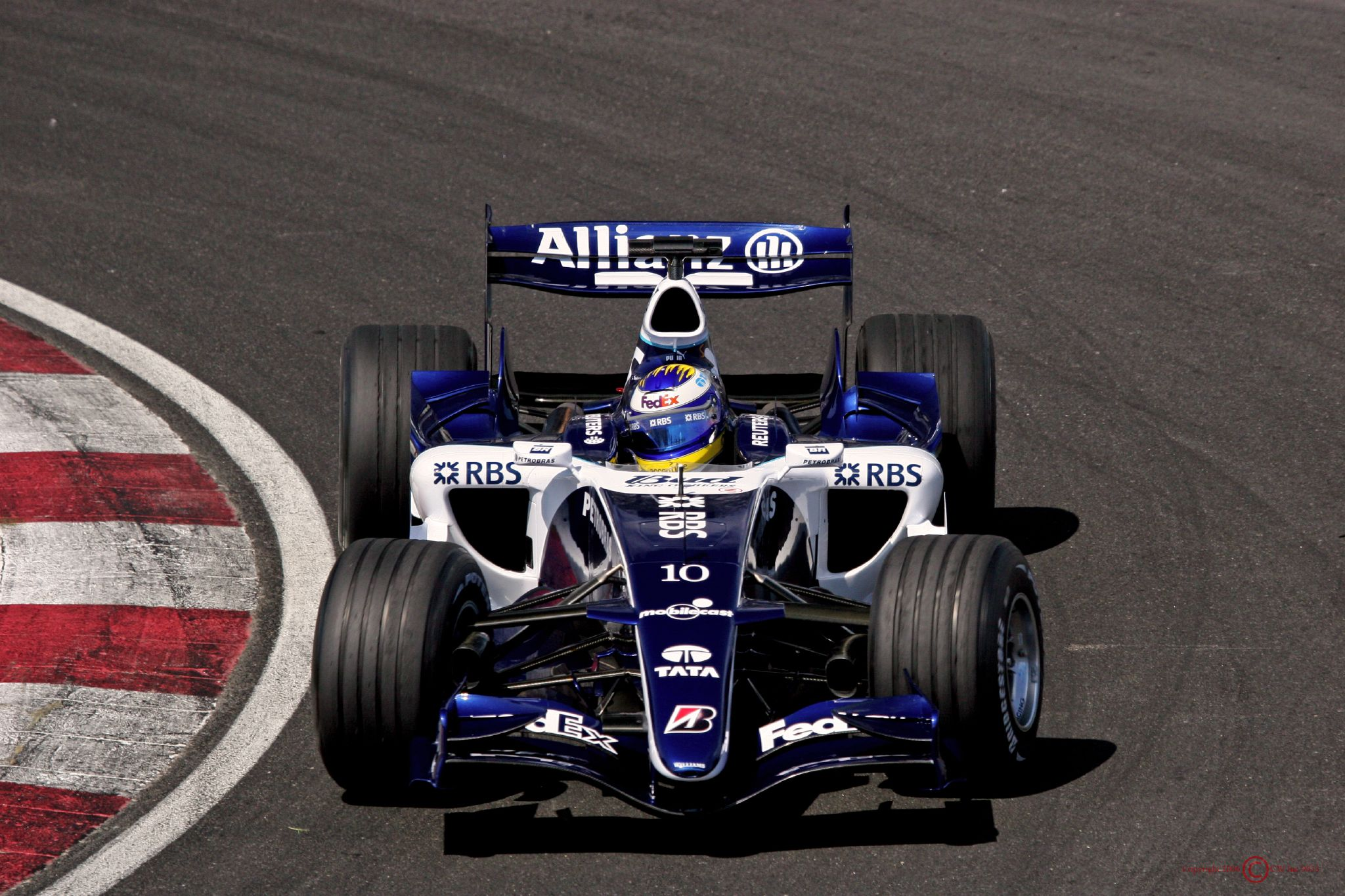
Nico Rosberg a Williamsben

Csak egy szabadedzés volt szombaton, amely egyórás volt, és legalább két órával az időmérő edzés előtt be kellett fejeződnie. Általában helyi idő szerint délelőtt 11 és 12 óra között tartották. A két pénteki egyórás szabadedzés megmaradt, ahogyan régebben is volt.

#### Gumik
A csapatok ismét szabadon választhattak a gumifajtákból. Egy versenyhétvégén 14 szett gumit kaptak a csapatok. Ebből 7 szett száraz pályára való gumi, 4 készlet átmeneti esőgumi (intermediate), és 3 szett extrém esőre való gumiabroncs. 2005-höz képest nőtt a Bridgestone-os csapatok száma: a Toyota és a Williams is áttért a japán gumimárkára a Michelinről. Az új Super Aguri csapat is Bridgestone gumikat használt. Ez volt az utolsó év, amikor több gumimárka is szerepelt a szezonban, mert 2007-re a Bridgestone maradt egyedüli gumibeszállítóként.

#### Lengéscsillapítók
A Renault és más csapatok is, mint például a Ferrari használtak egy az autó orrába épített különleges ellensúlyos lengéscsillapítót. A rendszer segített az autók jobb kezelhetőségének elérésében, de a francia nagydíj után ez a rendszer be lett tiltva. A Renault vesztett a legtöbbet a szerkezet betiltásával: szinte az egész 2006-os autójukat e köré építették, és már 2005-ben is alkalmazták. Az eset után következő német nagydíj technikai bizottsága szabályosnak nyilvánította a rendszert, de a Renault nem merte visszaszerelni autóiba, mert elképzelhető volt, hogy később mégis érvénytelenítik a döntést, és akkor a csapat elveszítené a Hockenheimben pontjait. Végül igazuk is lett, mert augusztus közepén véglegesen be lett tiltva a rendszer.

### Csapatok

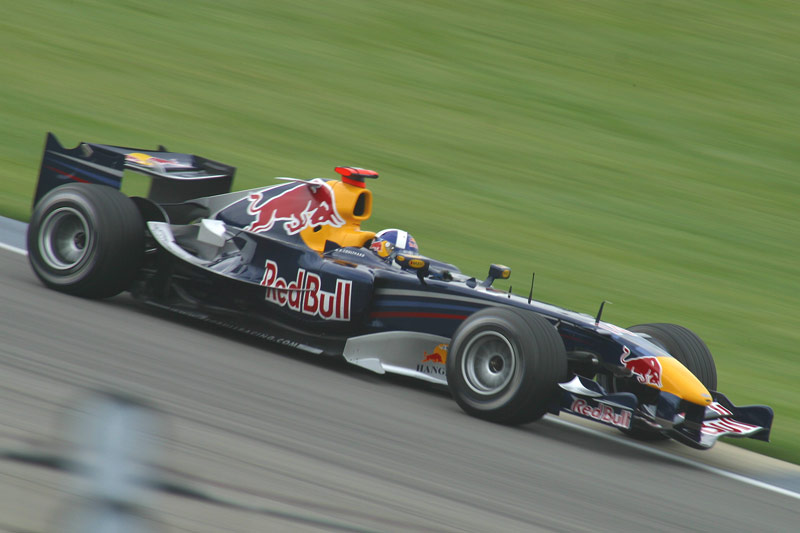
Coulthard a Red Bull Racinggel

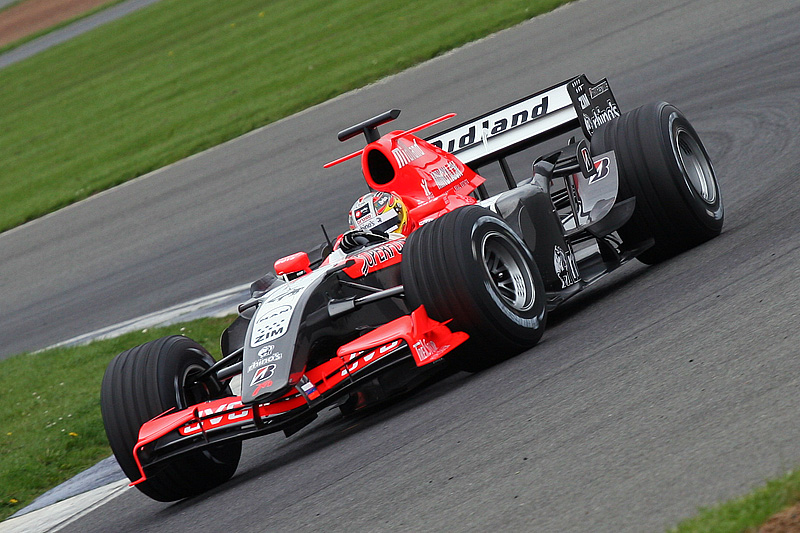
Midland

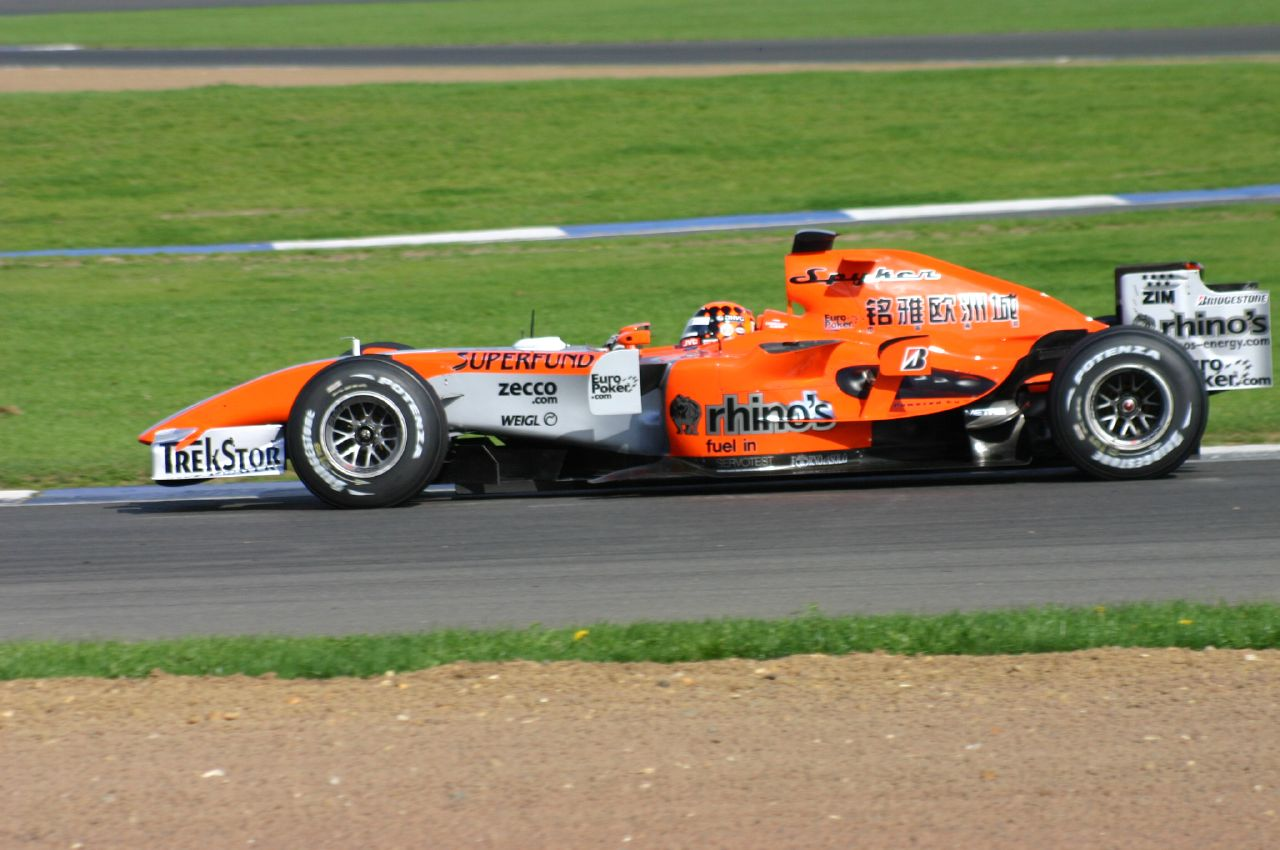
A Midland új festése, miután a Spyker felvásárolta a csapatot

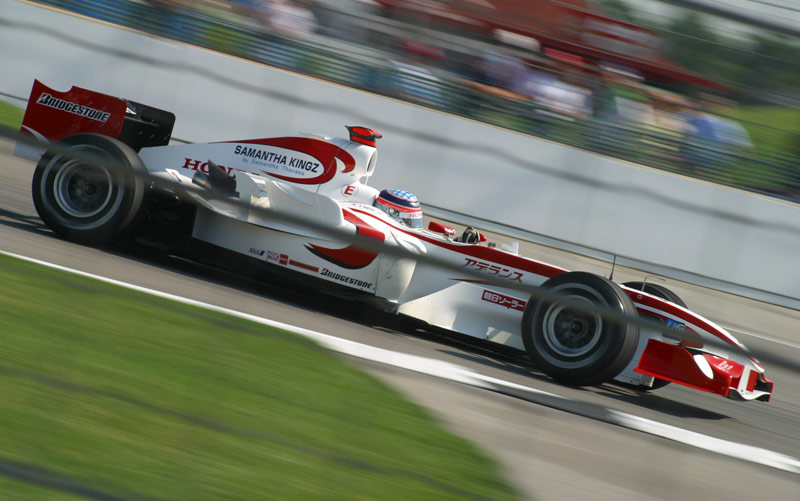
Szató Takuma a Super Agurival

2006-ra a BMW megvásárolta a korábbi Sauber csapat részvényeinek 80%-át, és BMW Sauber néven versenyzett. Miután a Williamsnek a BMW már nem szállított motorokat, a Cosworth lett új motorbeszállítója. 1968 után a Honda ismét visszatért a Formula–1-be, bár korábban már szállított motorokat csapatoknak. A japán autógyár 2005-ig a BAR partnere volt 45%-os részesedéssel, de 2006-ra az egészet megvették, és új nevet kapott a csapat. A korábbi Jordan csapatot az orosz vállalkozó, Alexander Shnaider vette meg, és Midland F1 Racing néven versenyzett az évben. A Red Bull Racing Ferrari motorokra váltott, és új fiókcsapata, a korábbi Minardiból kialakított Scuderia Toro Rosso V10-es Cosworth motorokat használt. A csapatban Dietrich Mateschitz és Gerhard Berger is 50% részesedéssel rendelkezett. A Super Aguri, mint újonnan létrehozott csapat, tizenegyedikként debütált a Formula–1-ben. Alapításának egyik fontos tényezője az volt, hogy foglalkoztassák a 2005-ben még BAR-Hondás Takuma Szatót. Az olasz nagydíj előtt a Midland csapatot megvásárolta a Spyker, és az év utolsó felében Spyker MF1 Racing néven és új festéssel szerepelt.
| Csapatváltozások, új csapatok | Csapatváltozások, új csapatok |
| Előde                         | 2006-os csapat                |
| ----------------------------- | ----------------------------- |
| BAR                           | Honda                         |
| Sauber                        | / BMW Sauber                  |
| Jordan                        | MF1 Racing                    |
| Minardi                       | Toro Rosso                    |
| –                             | Super Aguri                   |

### Versenyzők

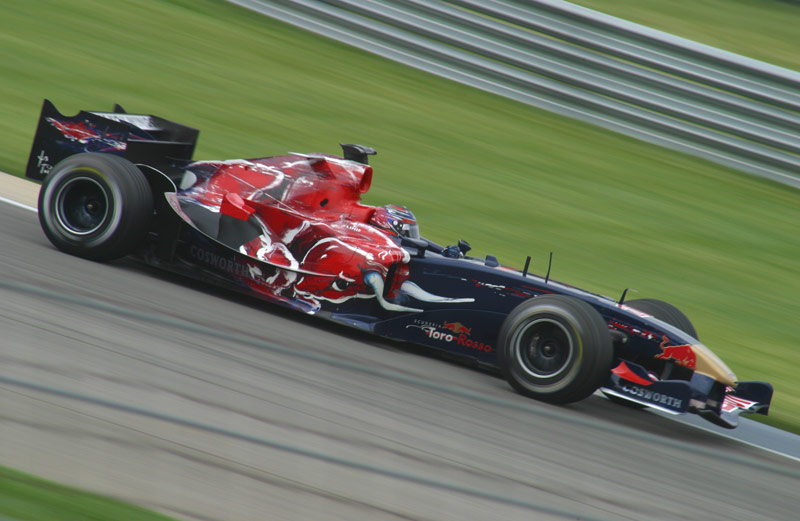
Speed a Toro Rossóval

#### A szezon előtt
A korábbi versenyző Patrick Friesacher, Narain Karthikeyan és Robert Doornbos nem kapott versenyzői ülést, bár Doornbos az utolsó néhány versenyen részt vehetett a Red Bullal. Ez évben debütált a GP2 bajnok Nico Rosberg a Williamsszel, Scott Speed a Toro Rossóval és a japán Ide Júdzsi a Super Agurival. A korábbi Sauberes és a 2003-as Ferrari tesztpilóta Felipe Massa a Ferrarihoz igazolt Schumacher mellé, akinek korábbi csapattársa, Rubens Barrichello a Hondához szerződött Jenson Button mellé.

#### A szezon közben
Ide Júdzsi csak az első néhány versenyen vehetett részt, mivel sportszerűtlen magatartásáért a versenyeken az FIA felfüggesztette a szuperlicencét. Az Európaitól a francia nagydíjig Franck Montagny, majd utána Jamamoto Szakon helyettesítette.
Montoya az amerikai nagydíj után elhagyta a McLaren csapatot, helyére Pedro de la Rosa került.
A magyar nagydíjtól a lengyel Robert Kubica helyettesítette Jacques Villeneuve-öt a BMW-nél, amelynek új tesztversenyzője Sebastian Vettel lett. Szeptember 11-én ismertté vált, hogy Christian Klien helyére Robert Doornbos érkezett a Red Bull Racingnél.

## Átigazolások

### Csapatváltások
- Rubens Barrichello; Scuderia Ferrari pilóta → Honda F1 Team pilóta
- Jenson Button; BAR Honda pilóta → Honda F1 Team pilóta
- Szató Takuma; BAR Honda pilóta → Super Aguri F1 Team pilóta
- Anthony Davidson; BAR Honda pilóta → Honda F1 Team tesztpilóta
- Nick Heidfeld; Williams F1 Team pilóta → BMW Sauber F1 Team pilóta
- Sebastian Vettel; Williams F1 Team tesztpilóta → BMW Sauber F1 Team tesztpilóta
- Alexander Wurz; McLaren Mercedes pilóta → Williams F1 Team tesztpilóta
- Jacques Villeneuve; Sauber pilóta → BMW Sauber F1 Team pilóta
- Felipe Massa; Sauber pilóta → Scuderia Ferrari pilóta
- Vitantonio Liuzzi; Red Bull Racing pilóta → Scuderia Toro Rosso pilóta
- Neel Jani; Red Bull Racing tesztpilóta → Scuderia Toro Rosso tesztpilóta
- Ricardo Zonta; Toyota F1 Team pilóta → Toyota F1 Team tesztpilóta
- Tiago Monteiro; Jordan Grand Prix pilóta → MF1 Racing pilóta
- Narain Karthikeyan; Jordan Grand Prix pilóta → Williams F1 Team tesztpilóta
- Robert Doornbos; Minardi pilóta → Red Bull Racing tesztpilóta
- Christijan Albers; Minardi pilóta → MF1 Racing pilóta

### Újonc pilóták
- Nico Rosberg; Williams F1 Team tesztpilóta → Williams F1 Team pilóta
- Robert Kubica; Renault F1 Team tesztpilóta → BMW Sauber F1 Team pilóta (a Magyar Nagydíjtól Villeneuve helyettese)
- Scott Speed; Red Bull Racing tesztpilóta → Scuderia Toro Rosso pilóta
- Ide Júdzsi; → Super Aguri F1 Team pilóta
- Franck Montagny; Jordan Grand Prix tesztpilóta → Super Aguri F1 Team pilóta (Ide Júdzsi helyettese az Európa Nagydíjtól)
- Jamamoto Szakon; Jordan Grand Prix tesztpilóta → Super Aguri F1 Team pilóta (Montagny helyettese a Német Nagydíjtól)

### Távozó pilóták
- Antônio Pizzonia; Williams F1 Team pilóta →
- Patrick Friesacher; Minardi pilóta →

### Távozó csapatok
- BAR Honda
- Sauber-Petronas
- Jordan-Toyota
- Minardi-Cosworth

### Újonc csapatok
- Honda F1 Team
- BMW Sauber F1 Team
- MF1 Racing
- Scuderia Toro Rosso-Cosworth
- Super Aguri-Honda

### Év közbeni pilótacserék
- Juan Pablo Montoyát elbocsátották, így őt a Francia Nagydíjtól kezdve  Pedro de la Rosa helyettesítette
- Jacques Villeneuve-öt menesztették, így őt a Magyar Nagydíjtól kezdve  Robert Kubica helyettesítette
- Christian Klient az utolsó három versenyen  Robert Doornbos helyettesítette
- Ide Júdzsi csak az első négy futamon vett részt, miután az FIA bevonta szuperlicencét, így az Európa Nagydíjon már  Franck Montagny ült az autóban. A Német Nagydíjtól kezdve az autót  Jamamoto Szakon birtokolta

## A szezon előtt

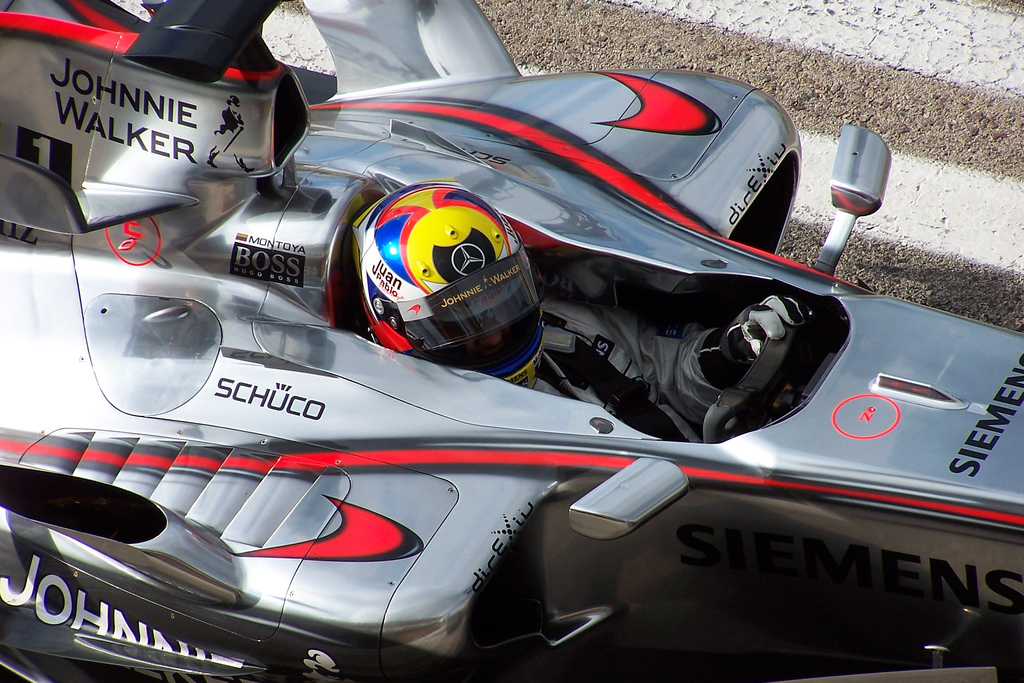
Montoya valenciai tesztjén a McLarennel

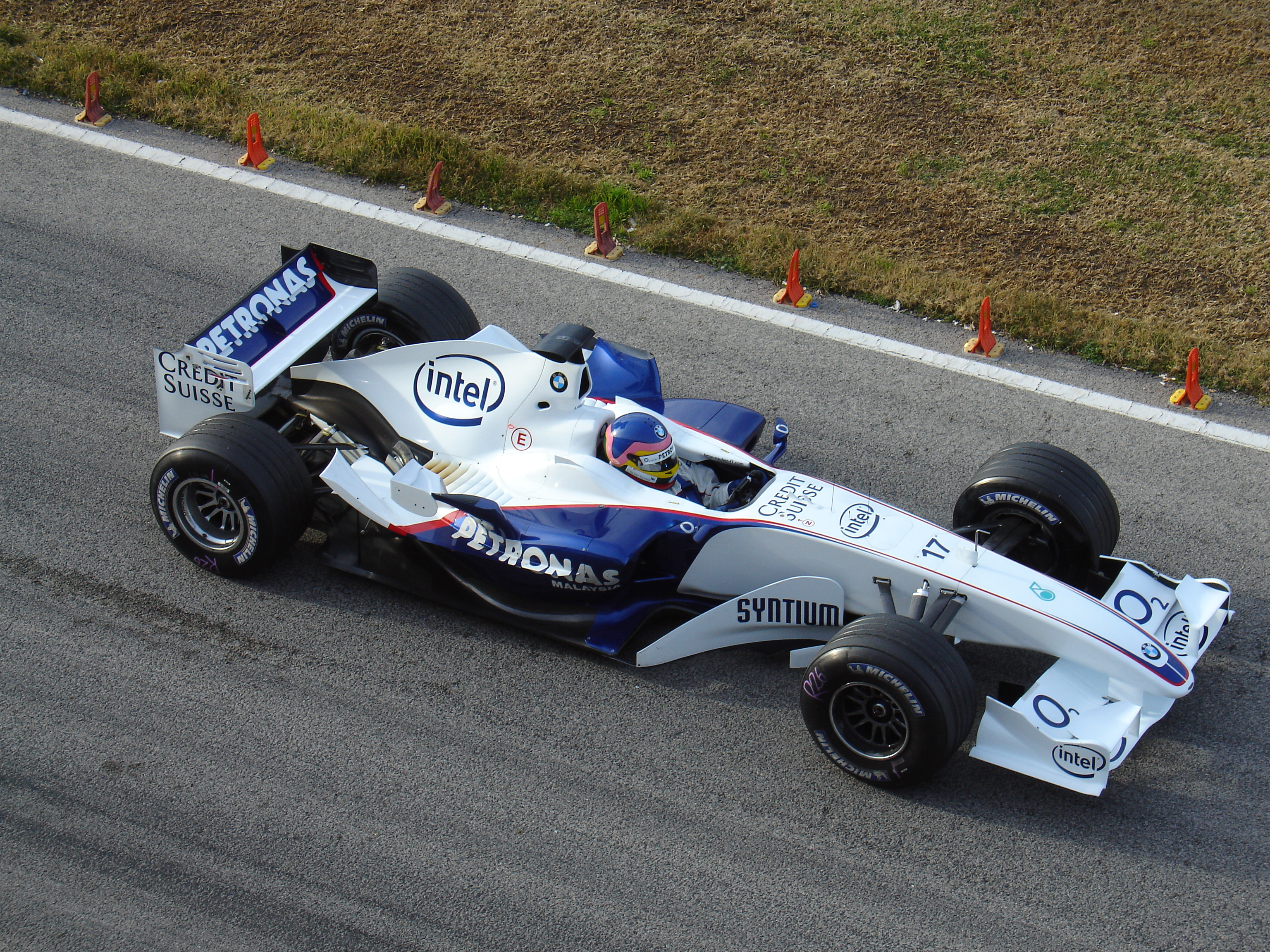
Villeneuve valenciai tesztjén a BMW Sauberrel

A csapatok 2005 decemberétől a márciusi bahreini nagydíjig tesztelték új autóikat. Legtöbbjük a télen is viszonylag meleg spanyolországi Barcelonában, Jerezben és Valenciában tesztelt, de ezek mellett Silverstone-ban, Bahreinben és Fioranóban, a Ferrari saját tesztpályáján is köröztek a szezon kezdete előtt.
David Coulthard már 2005. december 15-én Silverstone-ban pályára vitte az új RB2-es Red Bullt.
Giancarlo Fisichella 2006. január 10-én Jerezben tehette meg az első köröket az új Renault R26-tal.
Január 14-én a Toyota hivatalosan is bemutatta a TF106-ost franciaországi gyárában.
Január 17-én, Valenciában mutatták be hivatalosan a BMW Sauber F1.06-os autót, amelynek tesztelését már aznap délután elkezdték.
Január 23-án lépett először pályára McLaren MP4/21 Barcelonában.
Egy nappal később, 24-én mutatták be a 248 F1-re keresztelt Ferrarit.
Ismét egy nap múlva, 25-én leleplezték az új Honda RA106-t.
Január 27-én mutatták be hivatalosan a Williams FW28-ast.
Február 3-án a Midland is bemutatta új autóját, az MF16-ot.
Az, hogy a Super Aguri személyében új csapat lett, január 26-án bizonyosodott be. A csapatot részvételét az utolsó pillanatokban sikerült bebiztosítani, azt követően, hogy beérkezett az induláshoz szükséges 48 millió dolláros előleg, melyhez csatolva volt a mezőny tíz csapatának aláírásával ellátott dokumentum. A késői nevezést így elfogadta az FIA.
Autójukat, az SA05-öt február 24-én tesztelték először Silverstone-ban.
A bahreini nagydíj szabadedzései előtt, március 9-én mutatták be a Toro Rosso STR1-et.
2006 januárjában és februárjában a MotoGP-ből ismert Max Biaggi és Valentino Rossi is tesztelt a Midland és a Ferrari csapatoknak.

## Versenyzők és csapatok
A következő lista a 2006-os Formula–1-es világbajnokságban részt vevő csapatokat és a versenyzőiket tartalmazza, a FIA hivatalos tájékoztatása alapján.
| Csapat                            | Építő             | Modell       | Motor          | Gumi | Szám | Versenyző(k)                               | Szám | Harmadik versenyző                             | Tesztpilótá(k)                                                       |
| --------------------------------- | ----------------- | ------------ | -------------- | ---- | ---- | ------------------------------------------ | ---- | ---------------------------------------------- | -------------------------------------------------------------------- |
| Mild Seven Renault F1 Team        | Renault           | R26          | RS26 2.4 V8    | M    | 1    | Fernando Alonso                            |      | nem volt                                       | Heikki Kovalainen José María López Nelson Piquet Jr. Jonathan Cochet |
| Mild Seven Renault F1 Team        | Renault           | R26          | RS26 2.4 V8    | M    | 2    | Giancarlo Fisichella                       |      | nem volt                                       | Heikki Kovalainen José María López Nelson Piquet Jr. Jonathan Cochet |
| McLaren Mercedes                  | McLaren-Mercedes  | MP4-21       | FO 108S 2.4 V8 | M    | 3    | Kimi Räikkönen                             | 32   | nem volt                                       | Pedro de la Rosa Gary Paffett Lewis Hamilton                         |
| McLaren Mercedes                  | McLaren-Mercedes  | MP4-21       | FO 108S 2.4 V8 | M    | 4    | Juan Pablo Montoya Pedro de la Rosa        | 32   | nem volt                                       | Pedro de la Rosa Gary Paffett Lewis Hamilton                         |
| Scuderia Ferrari Marlboro         | Ferrari           | 248 F1       | 056 2.4 V8     | B    | 5    | Michael Schumacher                         |      | nem volt                                       | Luca Badoer Marc Gené                                                |
| Scuderia Ferrari Marlboro         | Ferrari           | 248 F1       | 056 2.4 V8     | B    | 6    | Felipe Massa                               |      | nem volt                                       | Luca Badoer Marc Gené                                                |
| Panasonic Toyota Racing           | Toyota            | TF106 TF106B | RVX-06 2.4 V8  | B    | 7    | Ralf Schumacher                            |      | nem volt                                       | Ricardo Zonta Olivier Panis Andy Soucek                              |
| Panasonic Toyota Racing           | Toyota            | TF106 TF106B | RVX-06 2.4 V8  | B    | 8    | Jarno Trulli                               |      | nem volt                                       | Ricardo Zonta Olivier Panis Andy Soucek                              |
| WilliamsF1 Team                   | Williams-Cosworth | FW28         | CA2006 2.4 V8  | B    | 9    | Mark Webber                                | 35   | Alexander Wurz                                 | Narain Karthikeyan                                                   |
| WilliamsF1 Team                   | Williams-Cosworth | FW28         | CA2006 2.4 V8  | B    | 10   | Nico Rosberg                               | 35   | Alexander Wurz                                 | Narain Karthikeyan                                                   |
| Lucky Strike Honda Racing F1 Team | Honda             | RA106        | RA806E 2.4 V8  | M    | 11   | Rubens Barrichello                         | 36   | Anthony Davidson                               | James Rossiter Adam Carroll Danilo Dirani Alan van der Merwe         |
| Lucky Strike Honda Racing F1 Team | Honda             | RA106        | RA806E 2.4 V8  | M    | 12   | Jenson Button                              | 36   | Anthony Davidson                               | James Rossiter Adam Carroll Danilo Dirani Alan van der Merwe         |
| Red Bull Racing                   | RBR-Ferrari       | RB2          | 056 2.4 V8     | M    | 14   | David Coulthard                            | 37   | Robert Doornbos Michael Ammermüller            | nem volt                                                             |
| Red Bull Racing                   | RBR-Ferrari       | RB2          | 056 2.4 V8     | M    | 15   | Christian Klien Robert Doornbos            | 37   | Robert Doornbos Michael Ammermüller            | nem volt                                                             |
| BMW Sauber F1 Team                | Sauber-BMW        | F1.06        | P86 2.4 V8     | M    | 16   | Nick Heidfeld                              | 38   | Robert Kubica Sebastian Vettel                 | nem volt                                                             |
| BMW Sauber F1 Team                | Sauber-BMW        | F1.06        | P86 2.4 V8     | M    | 17   | Jacques Villeneuve Robert Kubica           | 38   | Robert Kubica Sebastian Vettel                 | nem volt                                                             |
| MF1 Racing                        | MF1-Toyota        | M16          | RVX-06 2.4 V8  | B    | 18   | Tiago Monteiro                             | 39   | Markus Winkelhock Giorgio Mondini              | Roman Ruszinov Adrian Sutil Fabrizio Del Monte                       |
| MF1 Racing                        | MF1-Toyota        | M16          | RVX-06 2.4 V8  | B    | 19   | Christijan Albers                          | 39   | Markus Winkelhock Giorgio Mondini              | Roman Ruszinov Adrian Sutil Fabrizio Del Monte                       |
| Scuderia Toro Rosso               | STR-Cosworth      | STR01        | TJ2005 3.0 V10 | M    | 20   | Vitantonio Liuzzi                          | 40   | Neel Jani                                      | nem volt                                                             |
| Scuderia Toro Rosso               | STR-Cosworth      | STR01        | TJ2005 3.0 V10 | M    | 21   | Scott Speed                                | 40   | Neel Jani                                      | nem volt                                                             |
| Super Aguri F1 Team               | Aguri-Honda       | SA05 SA06    | RA806E 2.4 V8  | B    | 22   | Szató Takuma                               | 41   | Franck Montagny Jamamoto Szakon James Rossiter | nem volt                                                             |
| Super Aguri F1 Team               | Aguri-Honda       | SA05 SA06    | RA806E 2.4 V8  | B    | 23   | Ide Júdzsi Franck Montagny Jamamoto Szakon | 41   | Franck Montagny Jamamoto Szakon James Rossiter | nem volt                                                             |

## A versenynaptár
2005 októberében jelentették be a 2006-os szezon versenynaptárát, de később elvették a belga nagydíjat.
| Szám | Hivatalos FORMULA 1™ Verseny név      | Pálya                          | Város / Település | Dátum          | Helyi időpont | Pályarajz                     |
| ---- | ------------------------------------- | ------------------------------ | ----------------- | -------------- | ------------- | ----------------------------- |
| 1    | Gulf Air bahreini nagydíj             | Bahrain International Circuit  | Szahír, Manáma    | március 12.    | 14:30         | Bahrein                       |
| 2    | Petronas maláj nagydíj                | Sepang International Circuit   | Kuala Lumpur      | március 19.    | 15:00         | Sepang                        |
| 3    | Foster's ausztrál nagydíj             | Albert Park Grand Prix Circuit | Melbourne         | április 2.     | 14:00         | Melbourne                     |
| 4    | Gran Premio Foster's di San Marino    | Autodromo Enzo e Dino Ferrari  | Imola             | április 23.    | 14:00         | Autodromo Enzo e Dino Ferrari |
| 5    | Grand Prix d'Europe                   | Nürburgring                    | Nürburg           | május 7.       | 14:00         | Nürburgring                   |
| 6    | Gran Premio Telefónica de España      | Circuit de Catalunya           | Barcelona         | május 14.      | 14:00         | Barcelona                     |
| 7    | Grand Prix de Monaco                  | Circuit de Monaco              | Monte-Carlo       | május 28.      | 14:00         | Monte Carlo                   |
| 8    | Foster's brit nagydíj                 | Silverstone Circuit            | Silverstone       | június 11.     | 12:00         | Silverstone                   |
| 9    | Grand Prix du Canada                  | Circuit Gilles Villeneuve      | Montréal          | június 25.     | 13:00         | Montréal                      |
| 10   | Vodafone United States Grand Prix     | Indianapolis Motor Speedway    | Indianapolis      | július 2.      | 14:00         | Indianapolis Motor Speedway   |
| 11   | Grand Prix de France                  | Circuit de Nevers              | Magny-Cours       | július 16.     | 14:00         | Magny-Cours                   |
| 12   | Grosser Mobil 1 Preis von Deutschland | Hockenheimring                 | Hockenheim        | július 30.     | 14:00         | Hockenheimgring               |
| 13   | Shell magyar nagydíj                  | Hungaroring                    | Mogyoród          | augusztus 6.   | 14:00         | Hungaroring                   |
| 14   | Petrol Ofisi Turkish Grand Prix       | Isztambul Park                 | Isztambul         | augusztus 27.  | 15:00         | Isztambul park                |
| 15   | Gran Premio Vodafone d'Italia         | Autodromo Nazionale di Monza   | Monza             | szeptember 10. | 14:00         | Monza                         |
| 16   | Sinopec Chinese Grand Prix            | Shanghai International Circuit | Sanghaj           | október 1.     | 14:00         | Shanghai                      |
| 17   | Fuji Television Japanese Grand Prix   | Suzuka Circuit                 | Szuzuka           | október 8.     | 14:00         | Suzuka                        |
| 18   | Grande Prêmio do Brasil               | Autódromo José Carlos Pace     | São Paulo         | október 22.    | 14:00         | José Carlos Pace              |

## A versenyek

### Bahreini nagydíj

Bahrain International Circuit

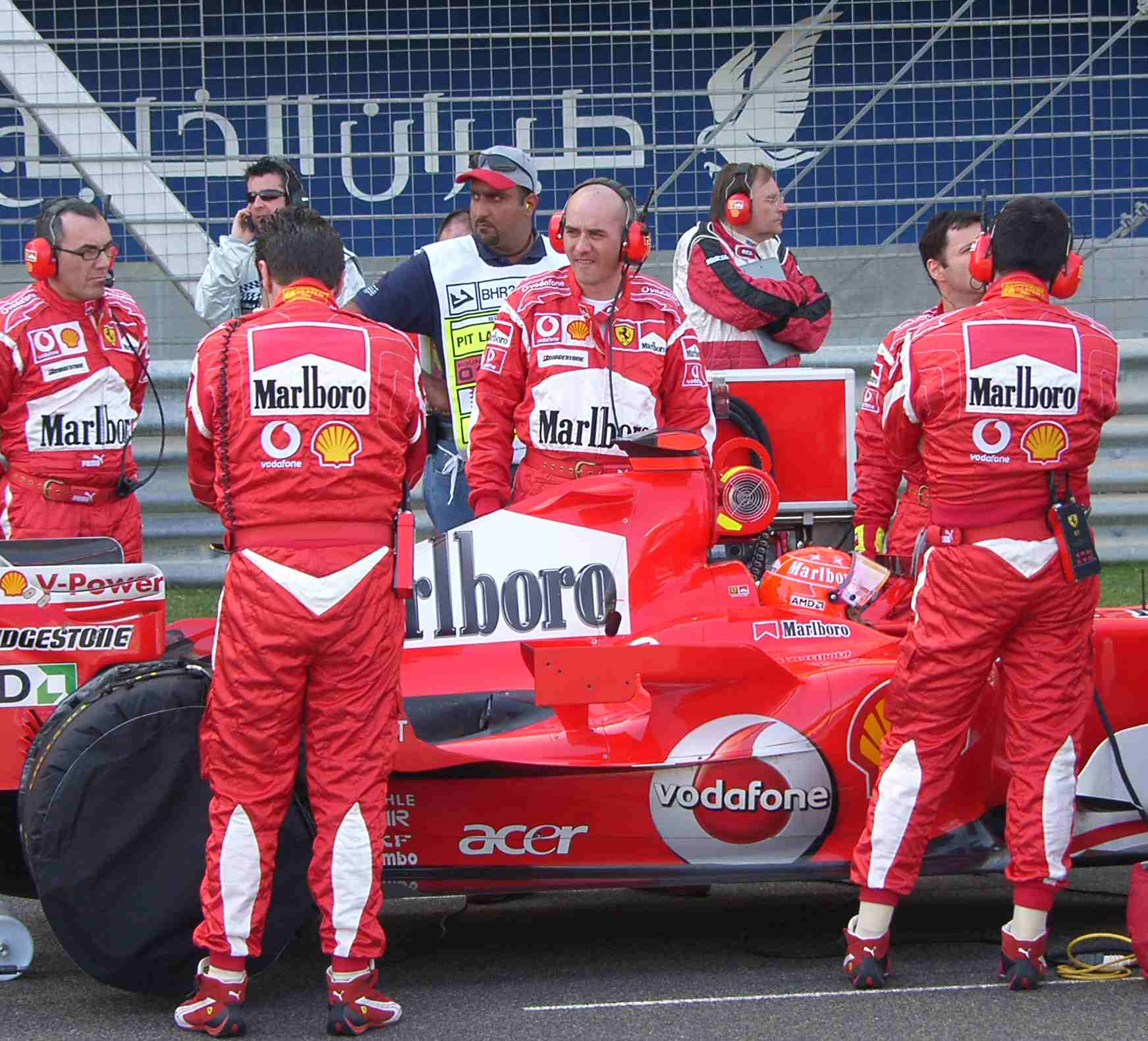
Michael Schumacher és szerelői a bahreini nagydíjon

Az első versenyt, a bahreini nagydíjat 2006. március 12-én rendezték meg Szahírban. A pályán egy kör 5,417 km, a verseny 57 körös volt.
Az időmérő edzésen Michael Schumacher 1:31,431-es idővel érte el az pole-pozíciót. Csapattársa, Felipe Massa a második helyről rajtolhatott. Räikkönen az utolsó helyről indult, a versenyen azonban egy egykiállásos taktikával a harmadik helyre küzdötte fel magát. Massa a rajt után nem sokáig tudta tartani Alonsót, aki hamarosan megelőzte. Massa kipördülése után a bokszutcába hajtott, azonban ott technikai problémák miatt 45 másodpercet volt kénytelen várakozni. Végül csak a kilencedik lett. Schumacher és Alonso is kétkiállásos taktikán volt. Alonso az utolsó boxkiállása után Schumacher elé tudott visszajönni, és így övé lett a futamgyőzelem. A negyedik Jenson Button lett a Hondával. A további pontszerzők Juan Pablo Montoya, Mark Webber, Nico Rosberg, és Christian Klien voltak. A leggyorsabb kört Nico Rosberg autózta első versenyén. Ide, Villeneuve, Fisichella és Albers esett ki.
A verseny után a bajnokságot Alonso vezette két ponttal Schumacher előtt.

### Maláj nagydíj

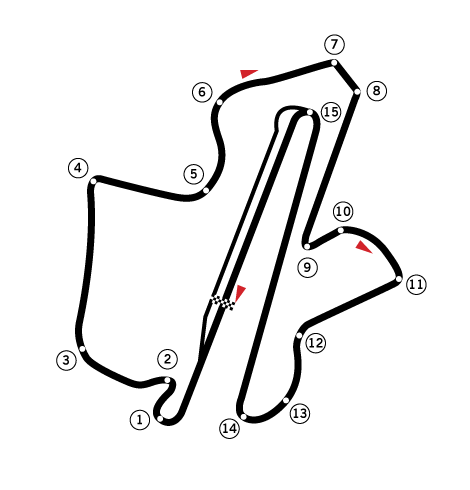
Sepang International Circuit

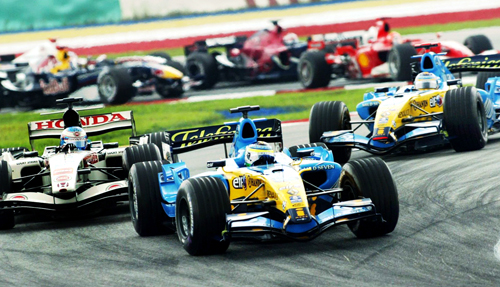
Fisichella vezeti a mezőnyt az első kanyar végén

A második versenyt, a maláj nagydíjat 2006. március 19-én tartották Sepangban. A pályán egy kör 5,543 km, a verseny 56 körös volt.
A hétvégén sok csapatnak akadtak motorproblémái. Mindkét Ferrariban, Ralf Schumacher, David Coulthard és Rubens Barrichello autójában is motort kellett cserélni, amelynek következtében mindannyian 10 helyes rajtbüntetést kaptak. Az időmérő edzést a Renault-s. Giancarlo Fisichella nyerte, aki a versenyen rajt-cél győzelmet aratott. A start különösen jól sikerült Fernando Alonsónak, aki a nyolcadik helyről a harmadiknak tudott elfordulni az első kanyarban.
Räikkönen és Klien az első körben összeütközött. A finn azonnal kiesett, míg Klien a 26. körben kényszerült kiállni. Rajtuk kívül kiesett Rosberg, Coulthard, Webber, Ide, Speed és Heidfeld is.
Fisichella után a célbaérők sorrendje Alonso, Button, Montoya, Massa, Michael Schumacher, Villeneuve és Ralf Schumacher volt. A leggyorsabb kört Fernando Alonso futotta.
A verseny után Alonso 7 pontra növelte az előnyét Schumacherrel szemben.

### Ausztrál nagydíj

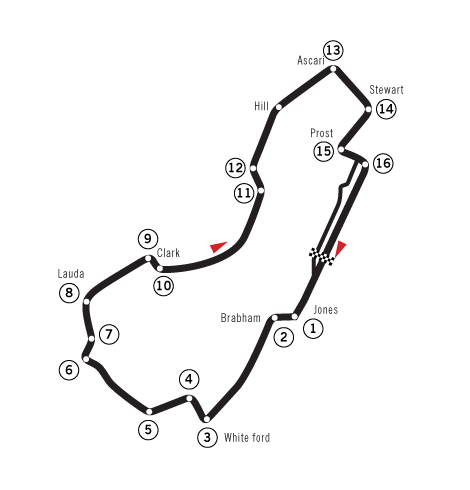
Melbourne Grand Prix Circuit

A harmadik versenyt, az ausztrál nagydíjat 2006. április 2-án rendezték az Albert Parkban. A pályán egy kör 5,303 km, a verseny 58 körös volt.

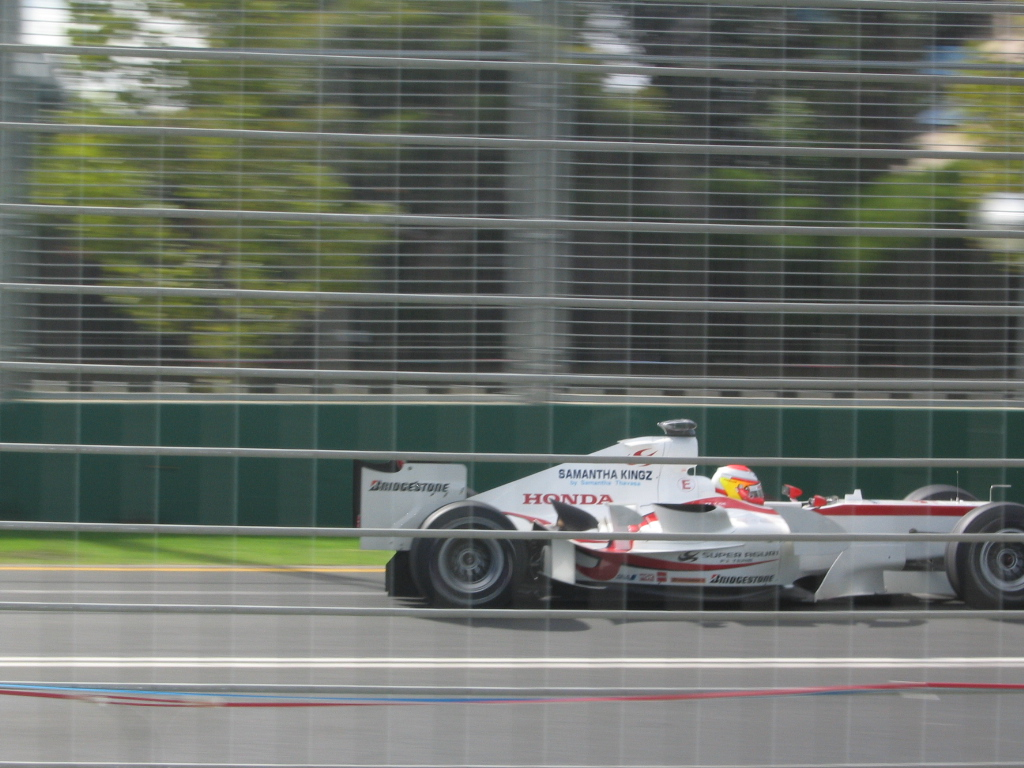
Ide az ausztrál nagydíjon tizenharmadik lett

A verseny csak a második felvezető kör után indult el, mivel az első rajtnál Giancarlo Fisichella autója lefulladt, így a másodiknál már a boxutcából kényszerült nekivágni a versenynek. Jenson Button a pole-pozícióból rajtolva meg tudta védeni első helyét, de nem sokkal később Alonso megelőzte. A versenyen több baleset is történt (Michael Schumacher, Felipe Massa, Jarno Trulli, Christian Klien, Vitantonio Liuzzi), emiatt több biztonsági autós szakasz is volt a futamon. Alonso nyert, Räikkönen második, és Ralf Schumacher harmadik lett annak ellenére, hogy kapott egy bokszutca-áthajtásos büntetést is. Buttonnak, aki az élmezőny tempóját nem tudta már tartani, az utolsó kanyarban elfüstölt az autója, és a rajt-célvonalon már nem ért át. Ezzel azonban el tudta kerülni, hogy a következő imolai futamra büntetés nélkül cserélhessen motort.
A negyedik Heidfeld, az ötödik Fisichella, a hatodik Villeneuve, a hetedik Barrichello, és a nyolcadik David Coulthard lett, aki Scott Speed időbüntetése után lett pontszerző. Mivel az amerikai versenyző Coulthardot a sárga zászlós fázisban megelőzte, büntetést kapott és így a kilencedik helyre klasszifikálták.
A leggyorsabb kört Kimi Räikkönen szerezte meg 1:26,045-ös idővel.
A futam után Alonso tizenhét pontra növelte előnyét Schumacherrel szemben, aki kiesésével a negyedik helyre szorult. Fisichella a második, Räikkönen a harmadik helyet vette át.

### San Marinó-i nagydíj

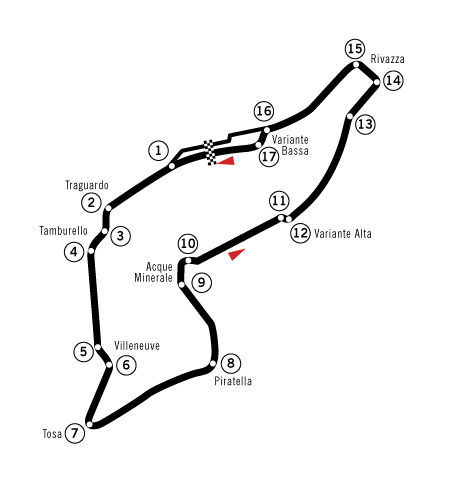
Autodromo Enzo e Dino Ferrari

A negyedik versenyt, a San Marinó-i nagydíjat 2006. április 23-án rendezték Imolában. A pályán egy kör 4,933 km, a verseny 62 körös volt.
Az első rajtkockát Michael Schumacher érte el 1:22.795-ös idővel, aki ezzel 66. pole-pozícióját szerezte, megelőzve ezzel a korábbi rekordtartó Ayrton Sennát, aki 14 évvel ezelőtt itt szerezte pályafutása utolsó pole-pozícióját. A rajtnál a német meg tudta védeni pozícióját Buttonnal szemben, Alonso egy helyet javult az ötödik helyről. Nem sokkal a rajt után Ide kiütötte az előtte lévő Alberst, aki bár hatszor forgott körbe autójával, de sértetlen maradt. Az eset után bejött a biztonsági autó. Schumacher az első boxkiállások után ismét az élre jött vissza, mögötte Massa és Alonso haladt. Button a boxban egy kisebb mechanikai hiba miatt magával húzta a tankolócsövet, azonban mindenki sértetlen maradt és a brit folytatni tudta a versenyt. Miután Alonso megelőzte Massát, a két világbajnok a futam végéig harcolt a győzelemért, ami Schumacheré lett. A harmadik helyre Montoya érkezett be. A további pontszerző Felipe Massa, Kimi Räikkönen, Mark Webber, Jenson Button és Giancarlo Fisichella lett. David Coulthard, Szató Takuma, Christian Klien, Ide Júdzsi, Jarno Trulli és Christijan Albers kiesett. Alonsóé lett a leggyorsabb kör, (1:24.569).
A futam után Schumacher visszavette második helyét Alonso mögött, és tizenöt pontra csökkentette hátrányát.

### Európai nagydíj

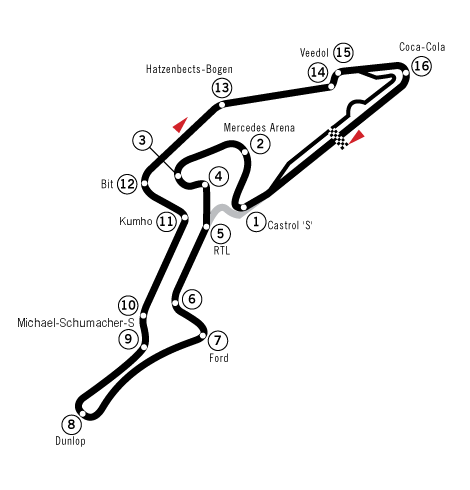
Nürburgring

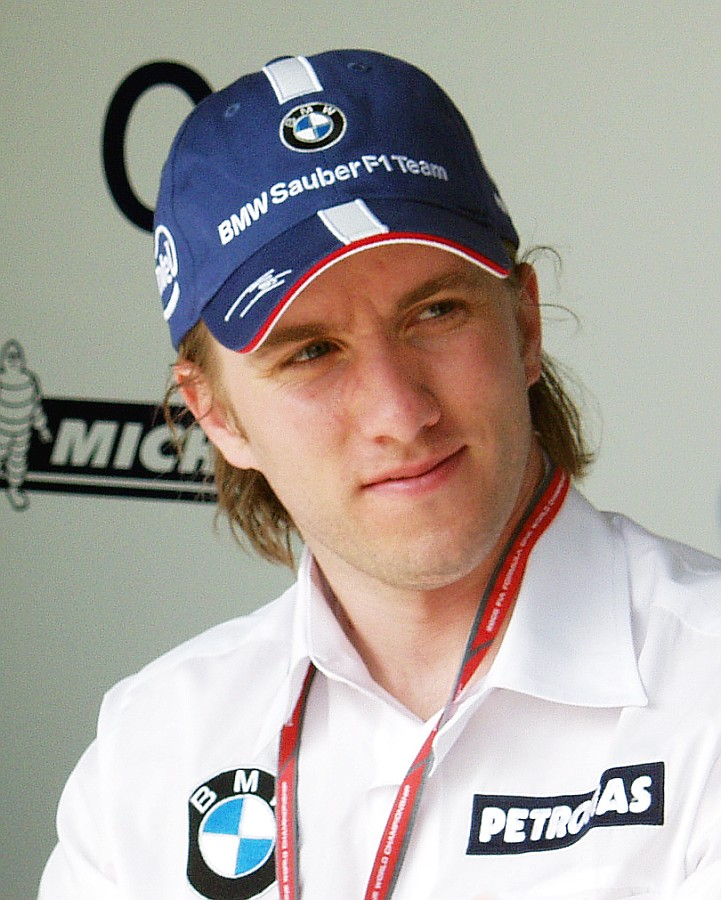
Nick Heidfeld az európai nagydíjon

Az ötödik versenyt, az európai nagydíjat 2006. május 7-én rendezték a Nürburgringen. A pályán egy kör 5,148 km, a verseny 60 körös volt.
Az első helyet Fernando Alonso szerezte meg Schumacher és Massa előtt, és a verseny ismét Michael és Fernando „csatájáról” szólt. A második boxkiállásokig Alonso tartani tudta a mögötte lévő németet, aki azonban ekkor megelőzte, és megnyerte a versenyt. A további pontszerző Massa, Räikkönen, Barrichello, Rosberg és Villeneuve lett. A leggyorsabb kört Michael Schumacher autózta (1:32,099). Ralf Schumacher, Juan Pablo Montoya, Szató Takuma, Franck Montagny, Jenson Button, Christian Klien és Mark Webber technikai problémák miatt kiestek. David Coulthard és Vitantonio Liuzzi a rajt után ütközött össze, mely után bejött a biztonsági autó is.
A verseny után Schumacher tizenhárom pontra csökkentette hátrányát Alonsóval szemben.

### Spanyol nagydíj

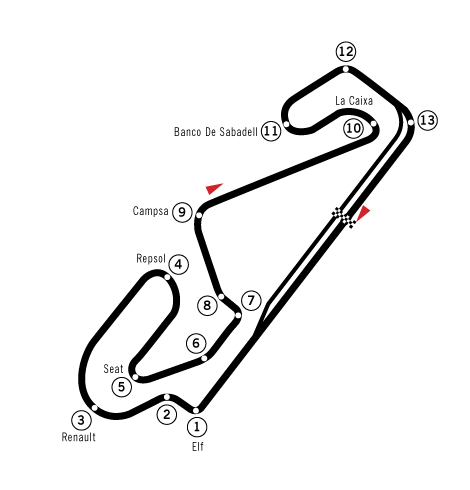
Circuit de Catalunya

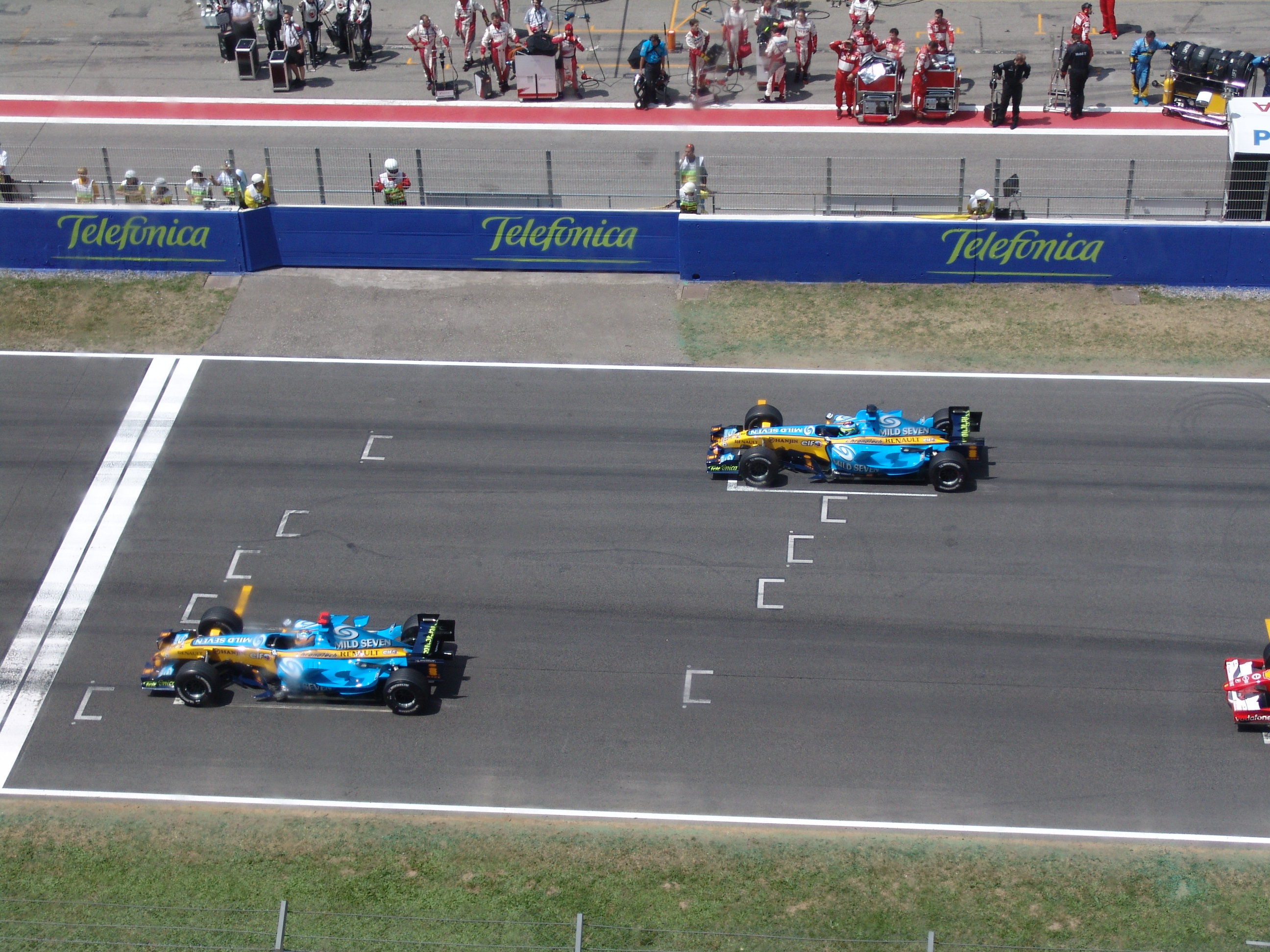
A két Renault a rajtrács élén

A hatodik versenyt, a spanyol nagydíjat 2006. május 14-én rendezték az Barcelonában. A pályán egy kör 4,627 km, a verseny 66 körös volt.
Az időmérőn a Renault-k domináltak, a második sort a Ferrarik szerezték meg. Alonso rajt-cél győzelmet aratott, mögé másodiknak Michael Schumacher ért be, aki a boxkiállásoknál meg tudta előzni Fisichellát. A további pontszerző Massa, Räikkönen, Button, Barrichello és Heidfeld lett. A leggyorsabb kört Felipe Massa szerezte meg, 1:16,648-del. Christijan Albers, Scott Speed, Ralf Schumacher, Juan Pablo Montoya és Franck Montagny estek ki technikai problémák miatt.
A verseny után Alonso visszaszerezte korábbi tizenöt pontos előnyét.

### Monacói nagydíj

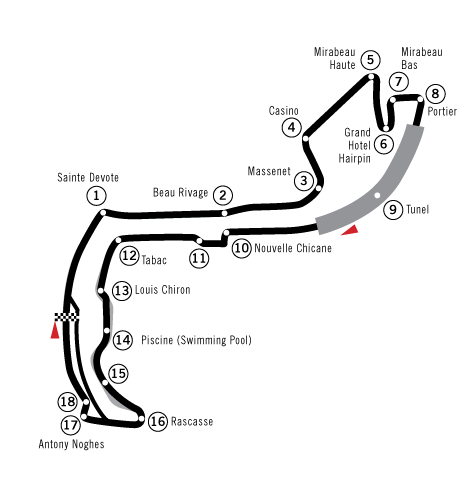
Circuit de Monaco

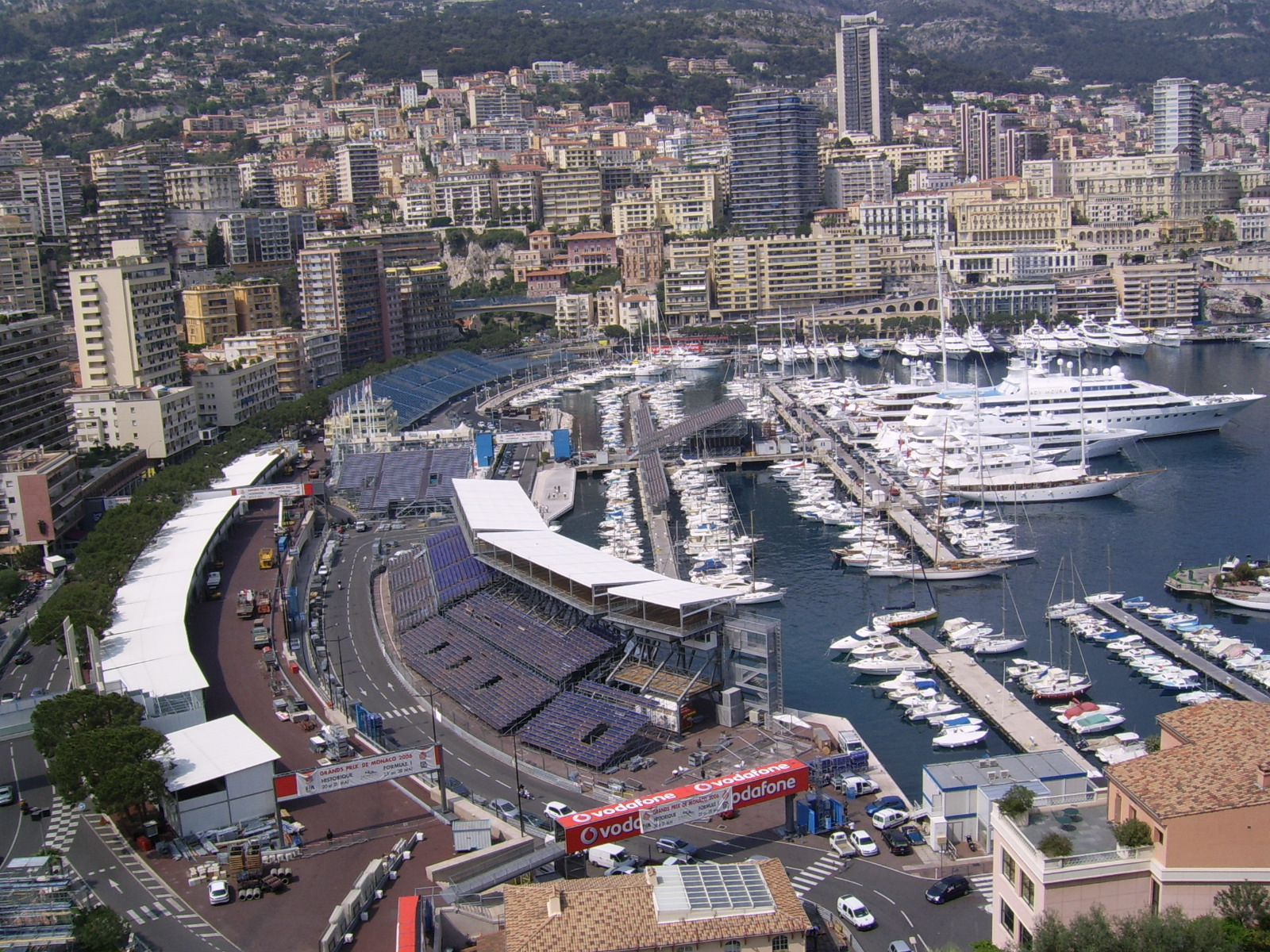
Monaco látképe a futam előtt

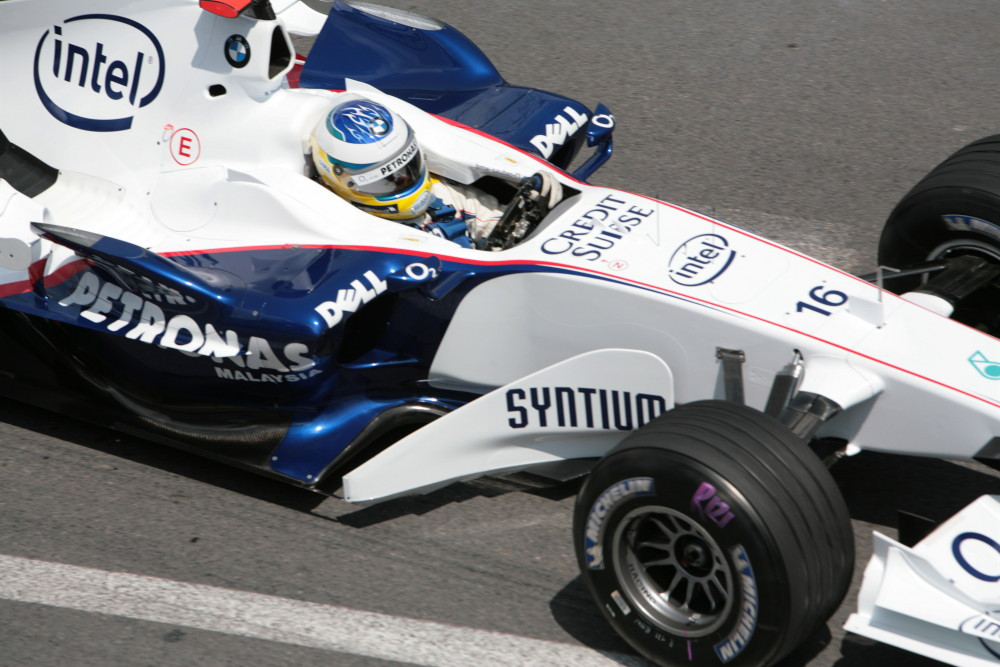
Heidfeld a monacói nagydíjon

A hetedik versenyt, a monacói nagydíjat 2006. május 28-án tartották a monacói utcai versenypályán. A pályán egy kör 3,340 km, a verseny 78 körös volt.
A pole-pozíciót eredetileg Michael Schumacher szerezte Alonso előtt. Idejét azonban az edzés után törölték, mivel bűnösnek találták manőverét a szűk Rascasse-kanyarban, melyben megállt az utolsó időmérő részben, elvéve ezzel a lehetőséget a többi versenyzőtől, hogy jó időt fusson. Ezért a németnek a futamon a boxutcából kellett rajtolnia. Az első helyet így Fernando Alonso szerezte meg. Az utolsó helyről Massa indulhatott, mivel balesete miatt nem tudott mért időt menni az időmérő edzésen. Alonso az első helyen végzett, Räikkönen és Webber sokáig mögötte volt, azonban mindketten technikai hiba miatt kiestek. A versenyt több biztonsági autós szakasz is színesítette. Alonso után a pontszerzők sorrendje Montoya, Coulthard, Barrichello, Michael Schumacher, Fisichella, Heidfeld, Ralf Schumacher volt. A célba 16 versenyző ért be a 22-ből. A kiesők között volt Rosberg, Klien és Szató is. Schumacher az ötödik helyre ért fel a szűk városi pályán. A leggyorsabb kör is az övé lett, 1:15,143.
Alonso hat ponttal növelte előnyét Schumacherrel szemben.

### Brit nagydíj

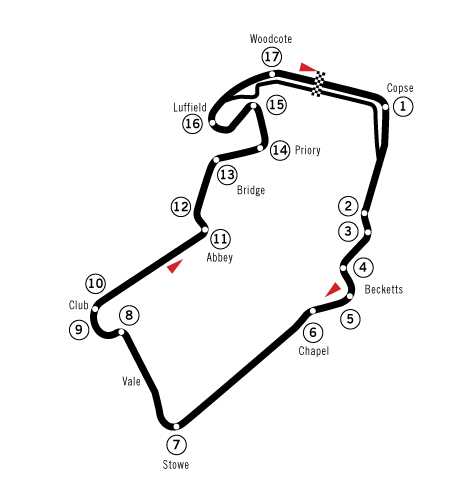
Silverstone Circuit

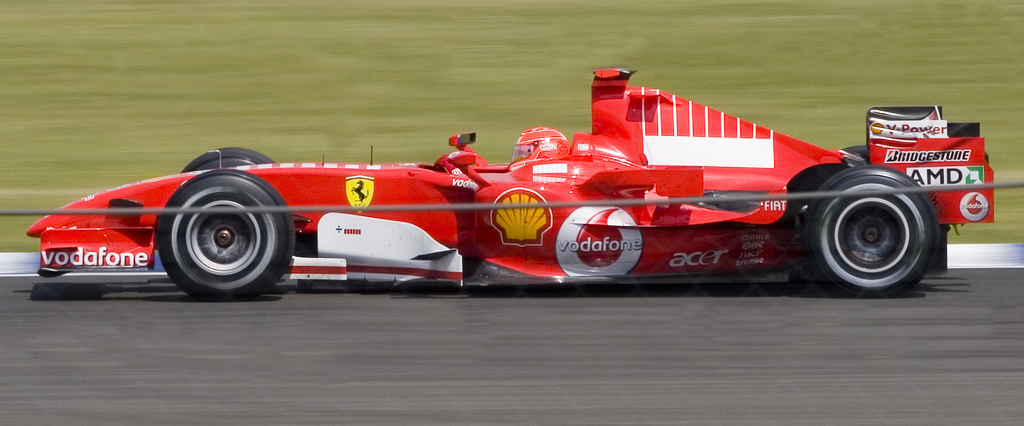
Michael Schumacher a brit nagydíjon

A nyolcadik versenyt, a brit nagydíjat 2006. június 11-én rendezték meg Silverstone-ban. A pályán egy kör 5,141 km, a verseny 60 körös volt.
Alonso megszerezte a pole-pozíciót, és a versenyt senkitől sem zavartatva nyerte meg. A leggyorsabb kör is a spanyolé lett, ideje 1:21,599 volt. A verseny közepén Schumacher megelőzte a második Räikkönent a boxkiállásoknál. A verseny vége felé Fisichella is megpróbálta megelőzni a finnt, de az olasznak nem sikerült. Utána a célbaérők sorrendje Massa, Montoya, Heidfeld és Villeneuve volt. A McLaren-Mercedes jó monacói teljesítményét hazai pályáján nem tudta hozni. Kiesett Jenson Button, Scott Speed, Ralf Schumacher és Mark Webber.
A futam után Alonso további két ponttal tovább növelte előnyét.

### Kanadai nagydíj

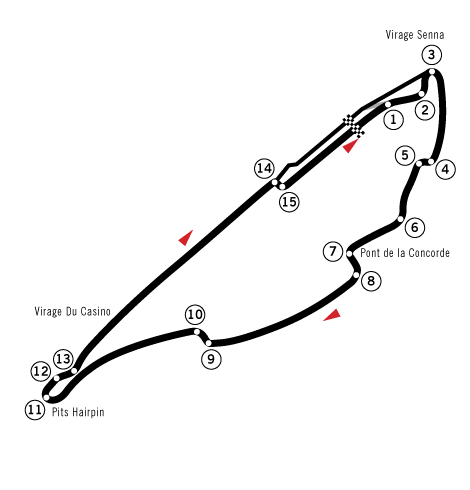
Circuit Gilles Villeneuve

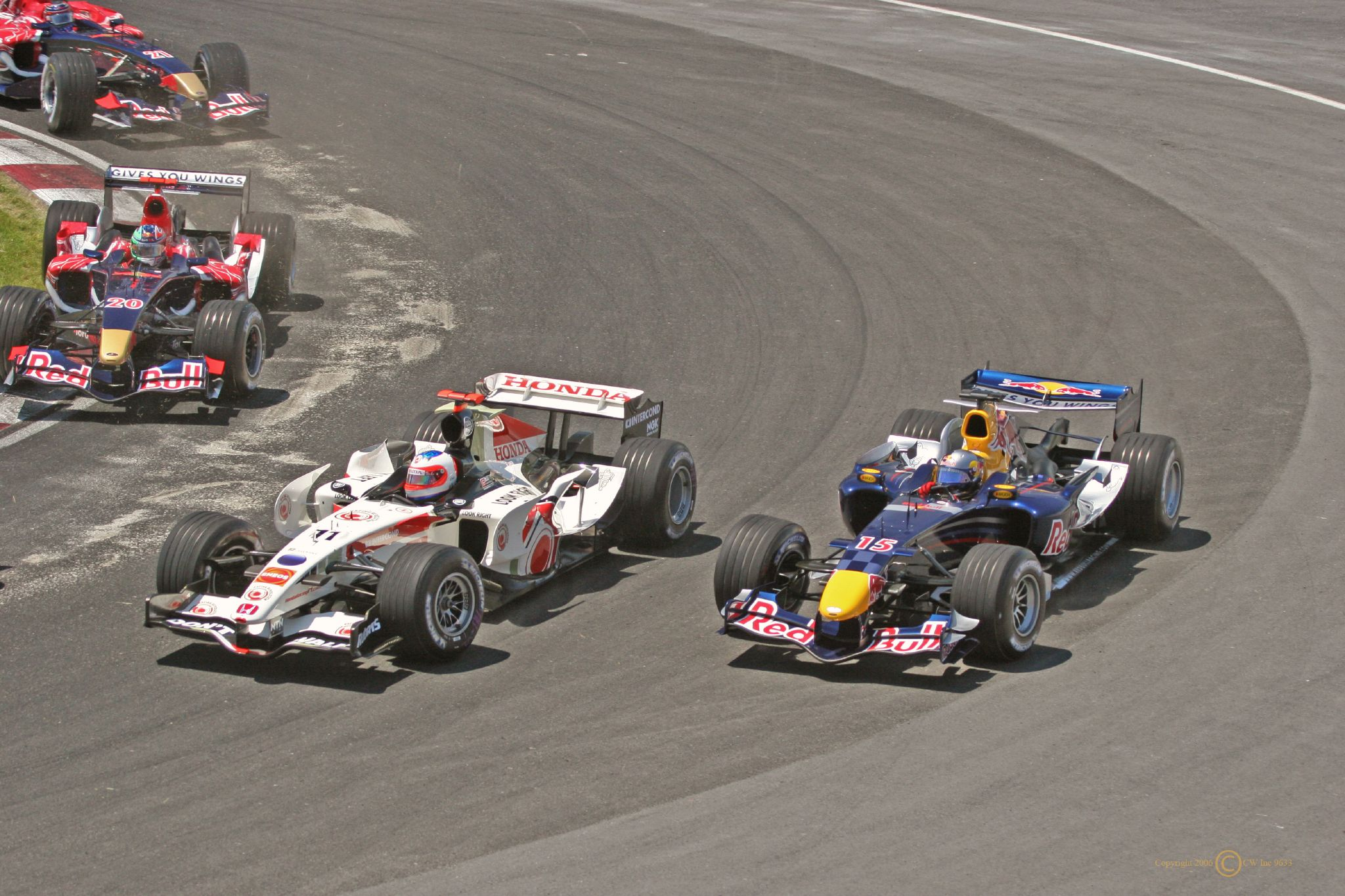
Barrichello előzése Klien ellen

A kilencedik versenyt, a kanadai nagydíjat 2006. június 25-én tartották Montréalban. A pályán egy kör 4,361 km, a verseny 70 körös volt.
Fernando Alonso pole-pozícióból megnyerte a versenyt. Az ötödik helyről indult Michael Schumacher a rajtnál a hetedik helyre esett vissza, míg Fisichella korai rajtja miatt kénytelen volt kiállni a boxba egy időre, hogy letöltse büntetését. A második kör elején Rosberg és Montoya összeakadt, ezért beküldték a biztonsági autót. Schumacher a biztonsági autós szakasz után már negyedik volt, majd megelőzte az előtte haladó Trullit is, míg a két élen álló elhúzott a mezőnytől. Räikkönen autója a második kiállásánál lefulladt és a finn ezzel értékes másodperceket veszített. Jacques Villeneuve fékjei a verseny vége felé annyira felforrósodtak, hogy a kanadai nekiment falnak, ami miatt ismét bejött a biztonsági autó. Schumacher az utolsó körökben megelőzte a második helyről induló Räikkönent, aki így a harmadik lett. A finné lett a leggyorsabb kör: 1:15,841-del. Kiesett a kanadai Villeneuve, Ralf Schumacher, Montoya, Barrichello, Montagny, Rosberg és Albers. Räikkönen után a pontszerzők Giancarlo Fisichella, Felipe Massa, Jarno Trulli, Nick Heidfeld és David Coulthard lettek.
A verseny után Alonso előnye 25 pontra nőtt a némettel szemben.

### Amerikai nagydíj

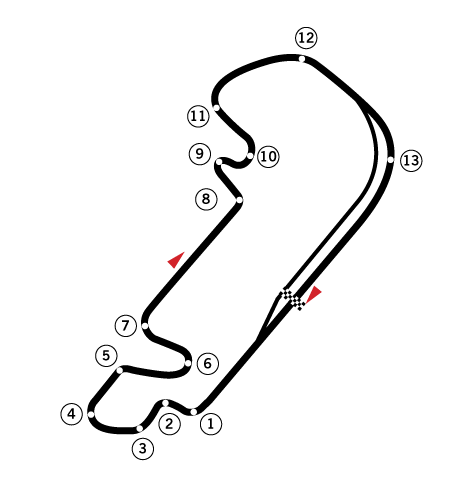
Indianapolis Motor Speedway

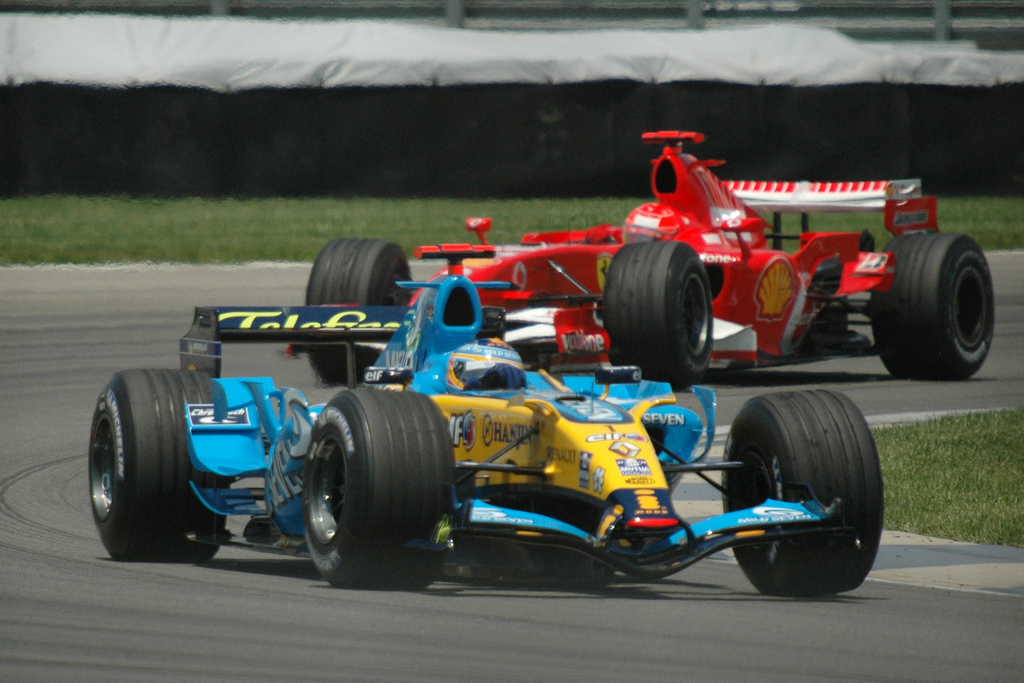
Alonso és Schumacher az amerikai nagydíjon

A tizedik versenyt, az amerikai nagydíjat 2006. július 2-án rendezték az Indianapolisban. A pályán egy kör 4,195 km, a verseny 73 körös volt.
Az első helyről Schumacher indulhatott, a második helyet a másik Ferraris Felipe Massa szerezte meg. Massa a startnál lerajtolta csapattársát, aki csak az első boxkiállásoknál tudta visszaelőzni őt. A rajt utáni első kanyarban, a mezőny hátsó felében tömegbaleset történt, melyben Webber, Klien, Montagny, Speed, Montoya, Heidfeld és Räikkönen azonnal ki is esett. A versenyen kettős Ferrari győzelem született, mögöttük Fisichella, Trulli, Alonso, Barrichello, Coulthard és Liuzzi végzett, aki a Toro Rosso első pontját szerezte. A futamon összesen kilencen értek célba, az utolsó versenyző Nico Rosberg lett. A leggyorsabb kört Michael Schumacher autózta, 1:12,719. A verseny után Montoya elhagyta a McLaren csapatot, és vele együtt a Formula–1-et is. A NASCAR sorozatban folytatta pályafutását. Helyére Pedro de la Rosa került.
Schumacher és Alonso között a különbség 19 pontra csökkent.

### Francia nagydíj

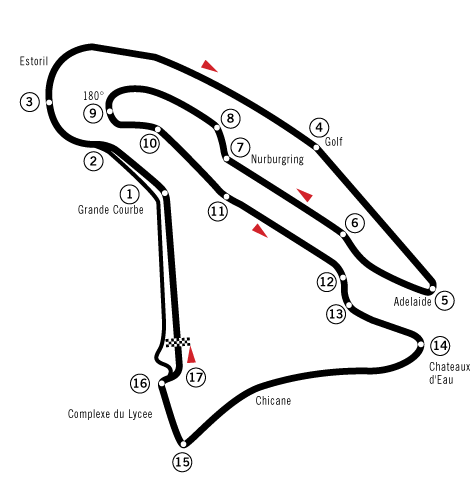
Circuit de Nevers Magny-Cours

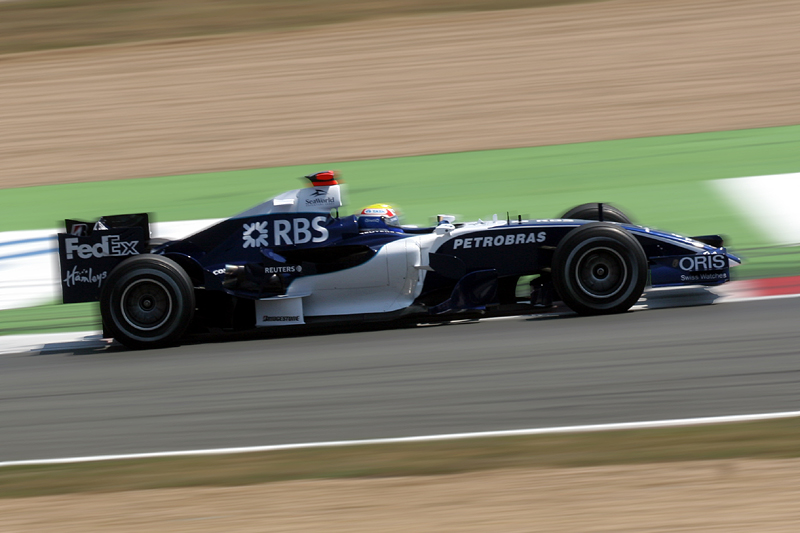
Webber a francia nagydíjon

A tizenegyedik versenyt, a francia nagydíjat 2006. július 16-án rendezték
meg Magny-Coursban. A pályán egy kör 4,411 km, a verseny 70 körös volt.
Az időmérő edzésen Schumacher megszerezte a pole-pozíciót, mögötte Massa és Alonso végzett a Renault hazai nagydíján. A versenyt Schumacher 20 másodperc előnnyel nyerte meg Alonso előtt, aki a boxkiállásoknál meg tudta előzni Massát. A további pontszerzők Ralf Schumacher, Räikkönen, Fisichella, de la Rosa és Heidfeld lettek. Schumacher nyolcadszorra nyerte meg a francia nagydíjat pályafutása során, amivel rekordot döntött. Ezenkívül övé lett a leggyorsabb kör is, 1:17,111. A BMW Sauber egy újítással érkezett a versenyre: két "tornyot" helyeztek az autók orrára, de a verseny után ezt az ötletet betiltották, mivel nem találták elég biztonságosnak.
A különbség a két élen álló között 17 pontra csökkent.

### Német nagydíj

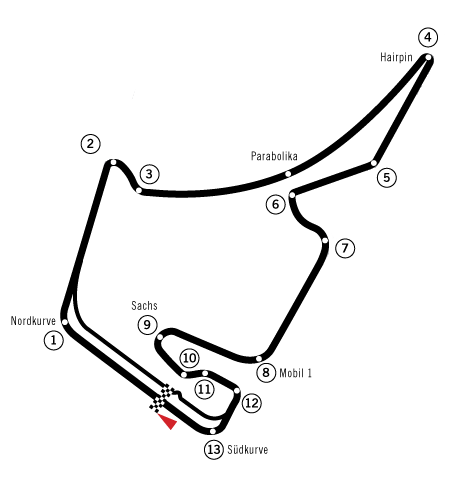
Hockenheimring

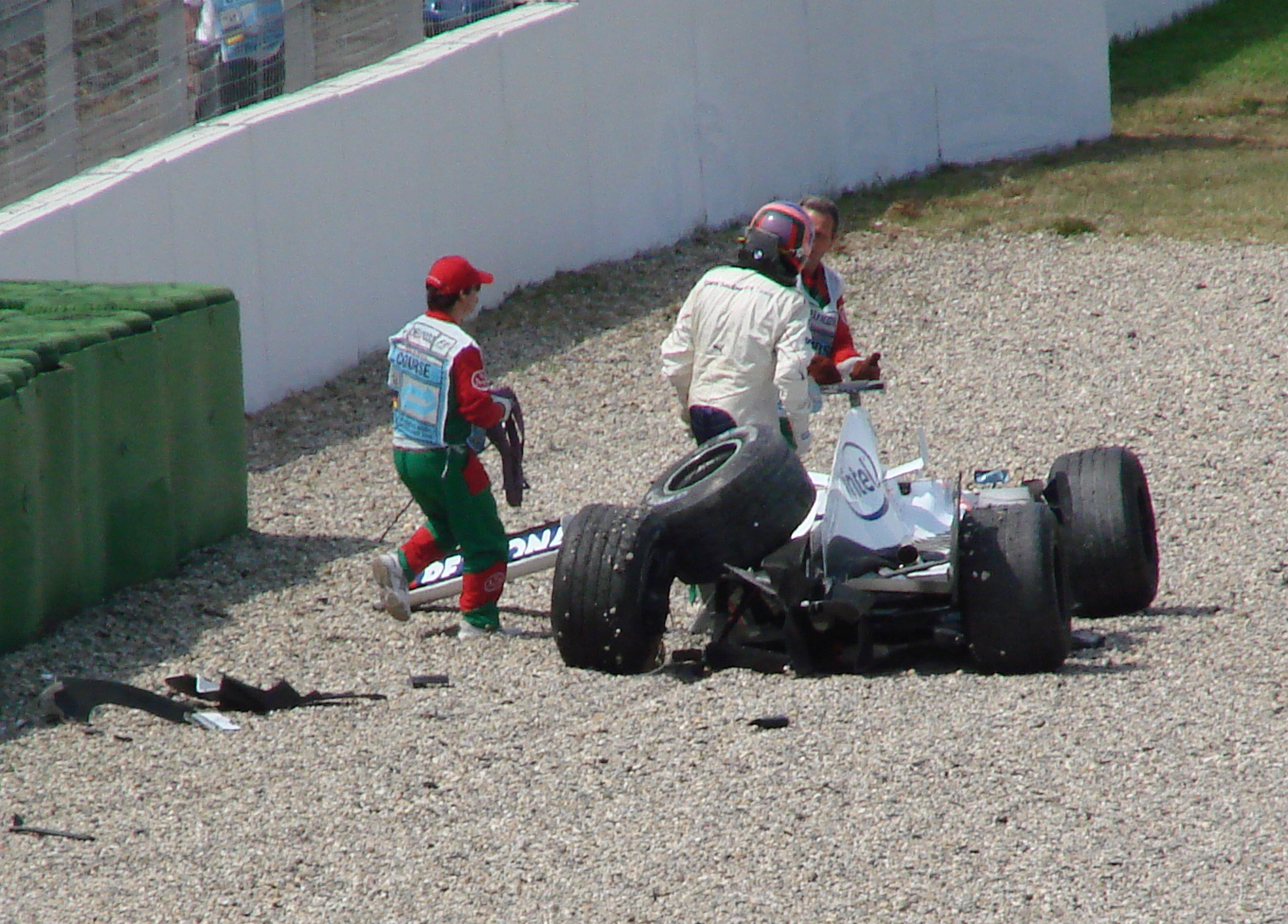
Villeneuve elhagyja összetörött autóját a német nagydíjon

A tizenkettedik versenyt, a német nagydíjat 2006. július 30-án rendezték a Hockenheimringen. A pályán egy kör 4,574 km, a verseny 67 körös volt.
A Renault számára a hétvége nem volt túlságosan sikeres, mivel nem sokkal a német nagydíj előtt az FIA betiltotta a Renault ellensúlyos lengéscsillapító rendszerét. A versenyen Kimi Räikkönen indulhatott a pole-pozícióból, de nem sokkal a rajt után problémái akadtak, és ki kellett állnia egy időre a boxba. A kiállás alatt mindkét Ferrari megelőzte a finnt, aki a versenyen a harmadik helyen ért be. Schumacher megnyerte a nagydíjat, míg csapattársa második lett. Schumacher autózta a leggyorsabb kör is, 1:16,357-del. A további pontszerzők Jenson Button, Fernando Alonso, Giancarlo Fisichella, Jarno Trulli és Christian Klien lettek. A versenyen a BMW-s kanadai Jacques Villeneuve balesetezett, és a nagydíj után visszavonult a Formula–1-ből. Helyére a lengyel Robert Kubica került. A verseny után diszkvalifikálták a két Midlandet, mivel megállapították, hogy az autók hátsó szárnyainak alsó eleme túlságosan hajlékony.
Schumacher 11 pontra faragta hátrányát a verseny után.

### Magyar nagydíj

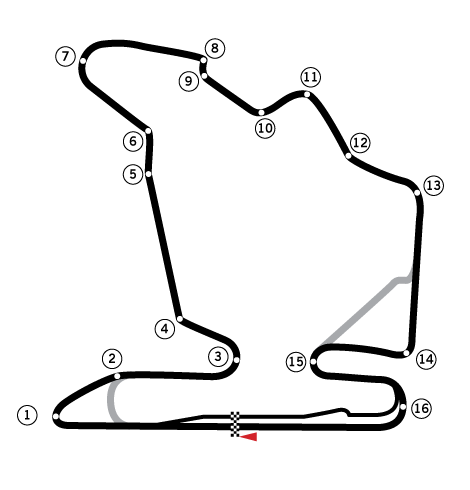
Hungaroring

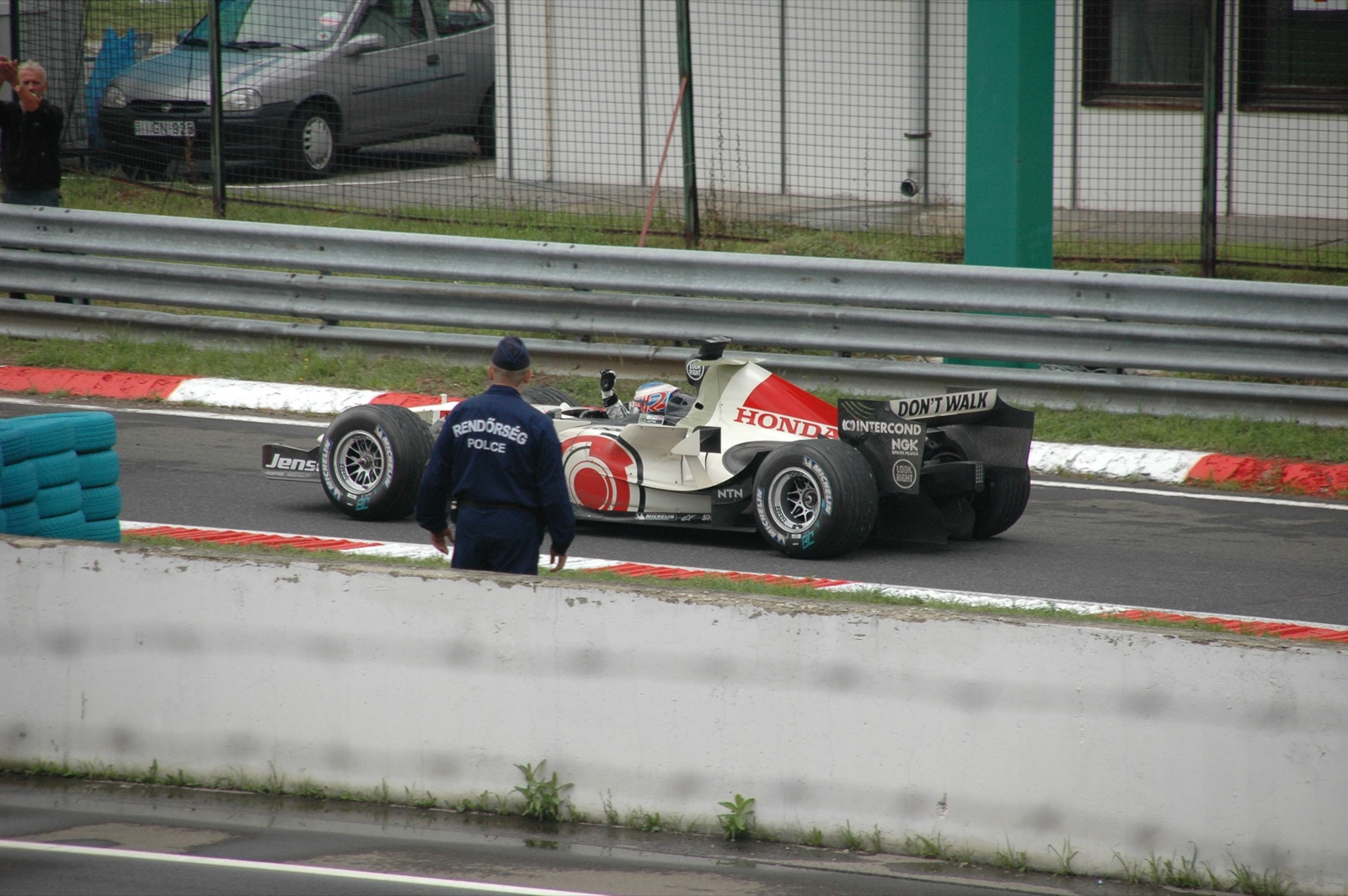
Jenson Button, a magyar nagydíj győztese

A tizenharmadik versenyt, a magyar nagydíjat 2006. augusztus 6-án rendezték a Hungaroringen. A pályán egy kör 4,381 km, a verseny 70 körös volt. Magyar F1-es versenyen még soha (1986-óta rendezik) nem esett az eső, ez volt az első.
Az időmérő edzésen Schumacher és Alonso is büntetést kapott, mindkettejük legjobb idejéhez 2 másodpercet adtak hozzá. Alonsót a Red Bullos Robert Doornbos feltartásáért az egyik szabadedzésen, Schumachert pedig a piros zászló alatt történt előzése miatt büntették meg. Az időmérőt így Kimi Räikkönen nyerte, Massa lett a második. Alonso a 15., Schumacher a 11. helyet szerezte meg. A versenyzők egy része intermediate, másik részük esős gumiabroncsokkal rajtolt. Räikkönen remek rajtot vett, Massa viszont beragadt, így az első kanyarban Barrichello megelőzte. Schumacher a negyedik, Alonso a hatodik helyre jött fel a rajtnál, aki nem sokkal ezután megelőzte csapattársát, Fisichellát, és Schumacher mögé érkezett. Alonso nem sokkal ezután körbeautózta a hétszeres világbajnokot, majd elkezdett felzárkózni spanyol honfitársára, de la Rosára. Schumacherre eközben megérkezett Fisichella is, aki nem sokkal ezután megelőzte. A németnek, amikor vissza akarta előzni Fisichellát, az első vezetőszárnya megsérült, így ki kellett állnia a boxba. Amikor a vezető Kimi Räikkönen a 26. körben Vitantonio Liuzzit próbálta lekörözni, az olasz hirtelen belassított, hogy elengedje a finnt, aki azonban erre nem számított, és belement a Toro Rossóba. Mindketten kiestek, és a baleset után beküldték a biztonsági autót. A fázis után Alonsóra felzárkózott Jenson Button. Miután a pálya kezdett felszáradni, Alonso is kiállt száraz gumira cserélni, azonban egy rosszul rögzített csavar miatt kiesett a versenyből. A versenyt ekkor Button vezette, mögötte Heidfeld és Schumacher autózott, akik azonban még intermediate abroncsokon mentek. Heidfeld kiállt száraz abroncsokért, míg Schumacher kockáztatott. De la Rosa hamarosan megelőzte a németet, majd őt követte Heidfeld, akivel Schumacher egy ütközés miatt kiállni kényszerült. Kubica a hetedik helyen ért be első versenyén. A futam után azonban diszkvalifikálták a lengyelt, mert autója két kilogrammal könnyebb volt a megengedettnél. Az eredetileg kilencedik Schumacher így egy pontot szerzett. Jenson Button élete első futamgyőzelmét aratta a Hondával, a második Pedro de la Rosa, a harmadik Nick Heidfeld lett. A további pontszerzők Barrichello, Coulthard, Ralf Schumacher, Massa és Michael Schumacher voltak. A leggyorsabb kör Felipe Massáé lett (1:23,516).
Alonso és Schumacher között a különbség egy ponttal csökkent, és így 10 pont lett.

### Török nagydíj

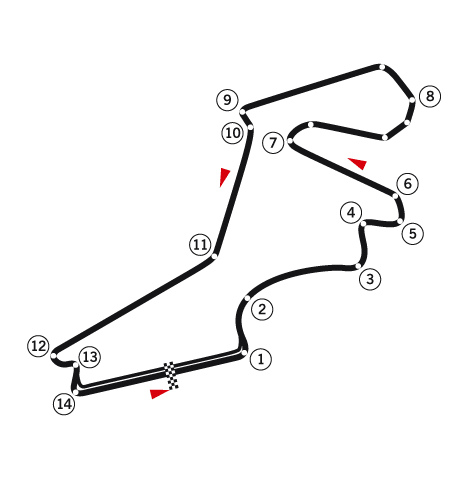
Isztambul Park

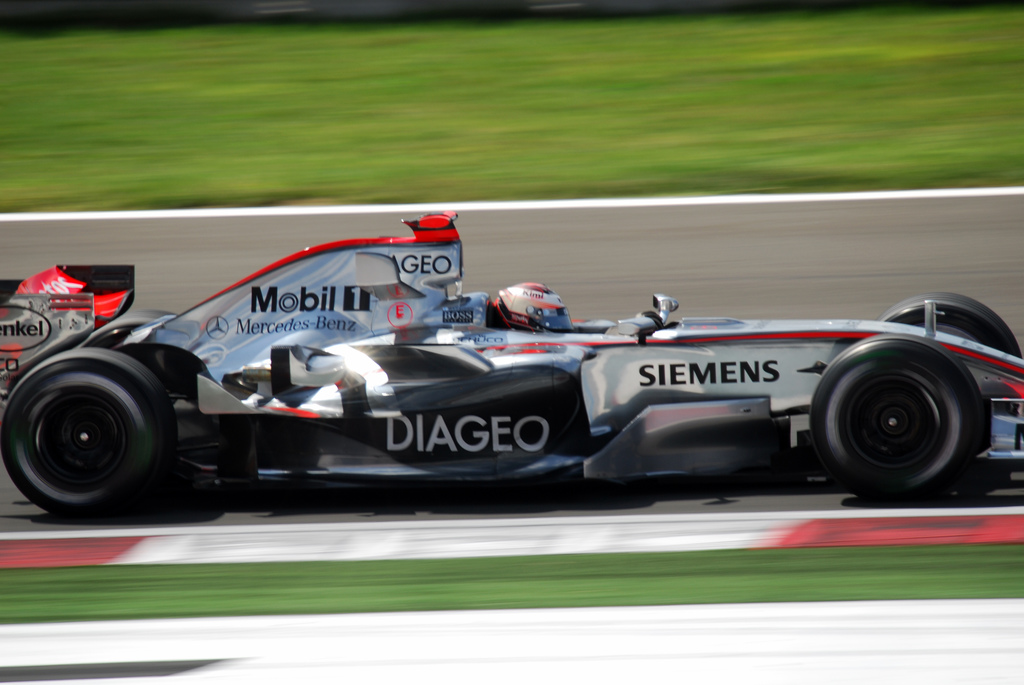
Räikkönen a török nagydíjon

A tizennegyedik versenyt, a török nagydíjat 2006. augusztus 27-én rendezték az Isztambul Parkban. A pályán egy kör 5,338 km, a verseny 58 körös volt.
Az időmérő edzésen Massa első pole-pozícióját szerezte, mögötte Schumacher és Alonso végzett. A rajt után nem sokkal Räikkönen kiesett Monteiróval történt balesete után. Schumacher és Massa a boxba szinte egyszerre érkezett, így a németnek várnia kellett, míg a szerelők Massa kiállását elvégzik, és csak utána kerülhetett ő sorra. Így az addig harmadik Alonso átvette tőle a második helyet. Schumacher az utolsó körökben felzárkózott Alonsóra, akit azonban már nem tudott megelőzni. Massa első futamgyőzelmét ünnepelhette, mögötte Alonso és Schumacher végzett. A további pontszerzők Button, de la Rosa, Fisichella, Ralf Schumacher és Barrichello lettek. A leggyorsabb kört Michael Schumacher autózta, 1:28,005.
A verseny után a két élen álló között a különbség 12 pontra nőtt.

### Olasz nagydíj

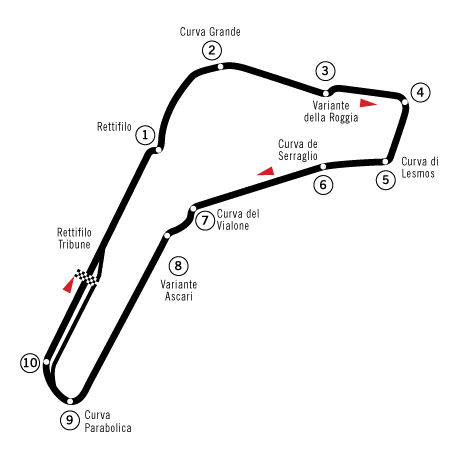
Autodromo Nazionale Monza

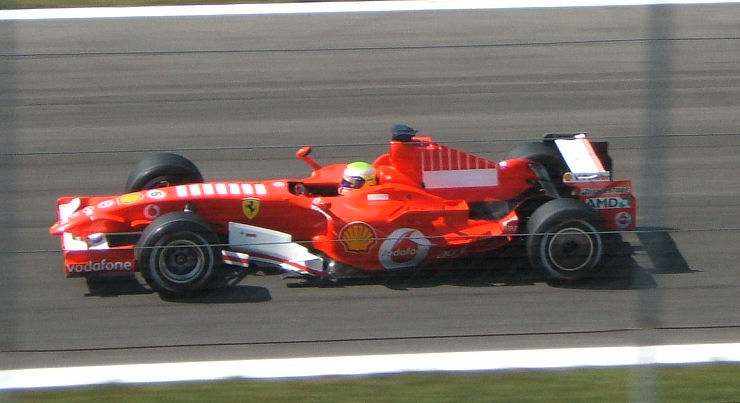
Massa az olasz nagydíjon

Az tizenötödik versenyt, az olasz nagydíjat 2006. szeptember 10-én rendezték Monzában. A pályán egy kör 5,793 km, a verseny 53 körös volt.
Alonsót Massa feltartása miatt az időmérőn megbüntették, és a tizedik helyet érte el az időmérőn. Räikkönen megszerezte a pole-pozíciót, mögötte Michael Schumacher végzett, aki az első boxkiállásoknál megelőzte a finnt. Alonso jól kapta el a rajtot, és nem sokkal a verseny vége előtt már dobogós helyen autózott. Ekkor azonban motorhiba miatt kiállni kényszerült. A mögötte autózó Massa nem tudta kikerülni a lassuló spanyolt és autójának az első kereke tönkrement, ami miatt ki kellett állnia a boxba, végül a kilencedik lett. Schumacher nyert, Räikkönen második, az újonc Robert Kubica harmadik lett a versenyen. A további pontszerzők Fisichella, Button, Barrichello, Trulli és Nick Heidfeld lettek. Michael Schumacher a verseny után bejelentette, hogy az év végén visszavonul a Formula–1-ből. Helyére 2007-re Räikkönen érkezett a Ferrarihoz, aki a versenyen megfutotta a leggyorsabb kört is, 1:22,559.
A futam után Schumacher 2 pontra csökkentette hátrányát Alonsóval szemben.

### Kínai nagydíj

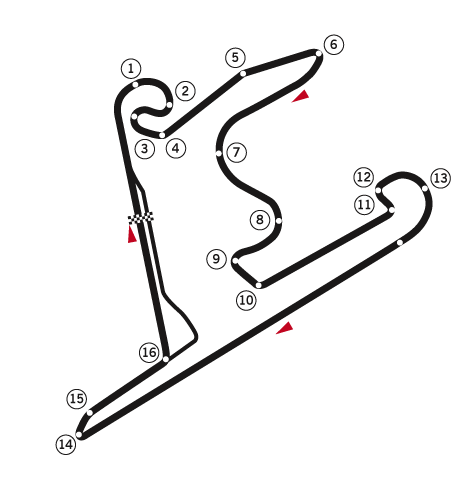
Shanghai International Circuit

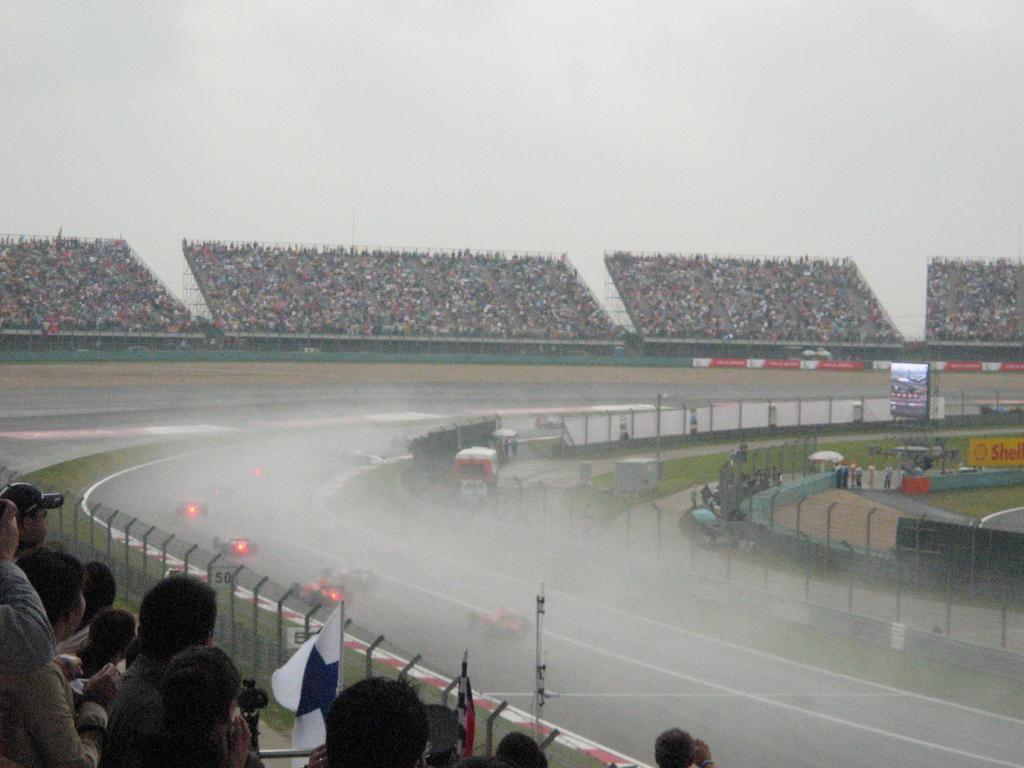
A pálya első kanyarjában a mezőny eső közben

A tizenhatodik versenyt, a kínai nagydíjat 2006. október 1-jén rendezték Sanghajban. A pályán egy kör 5,451 km, a verseny 56 körös volt.
Az esős időmérőn Alonso az első, Fisichella a második helyet szerezte meg. Schumacher csak a hatodik lett az esőt nehezen viselő Bridgestone gumik miatt. A futam kezdete esős volt, ahogy azonban kezdett felszáradni a pálya, úgy egyre gyorsabbak lettek a Bridgestone-os csapatok autói. Schumacher a 9. körben megelőzte Barrichellót, majd később Buttont is, megszerezve ezzel a negyedik helyet. Räikkönen a versenyen megelőzte Fisichellát is, azonban mechanikai probléma miatt kiállni kényszerült. Alonso előnye gumiproblémái miatt egyre csökkent Fisichellával és Schumacherrel szemben, míg végül mindketten megelőzték. A második boxkiálláskor Schumacher ment ki először, már száraz gumiért, nem sokkal Fisichella követte, akit a boxkiállása utáni első kanyarban megelőzte a német. Alonso az utolsó körökben ismét kezdett felzárkózni, és megelőzte Fisichellát. A további pontszerzők Fisichella, Button, de la Rosa, Barrichello, Heidfeld és Webber lettek. A leggyorsabb kör Alonsóé lett. (1:37,586) Szatót a verseny után diszkvalifikálták, mert balesetet okozott az utolsó körökben, Alberst pedig 25 másodperces büntetéssel sújtották, mivel nem vette figyelembe a kék zászlót.
A verseny után pontegyenlőség állt elő a két rivális között, Schumacher azonban több futamgyőzelme miatt átvette a vezetést Alonsótól.

### Japán nagydíj

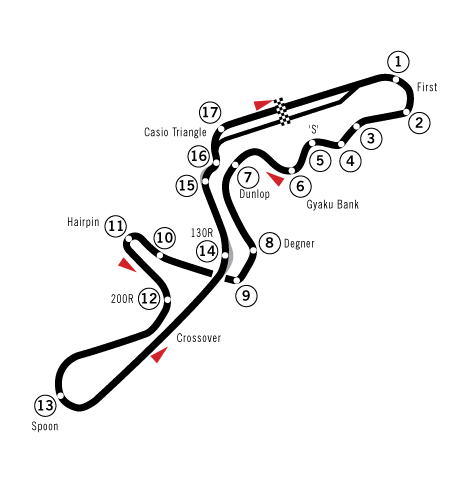
Suzuka Circuit

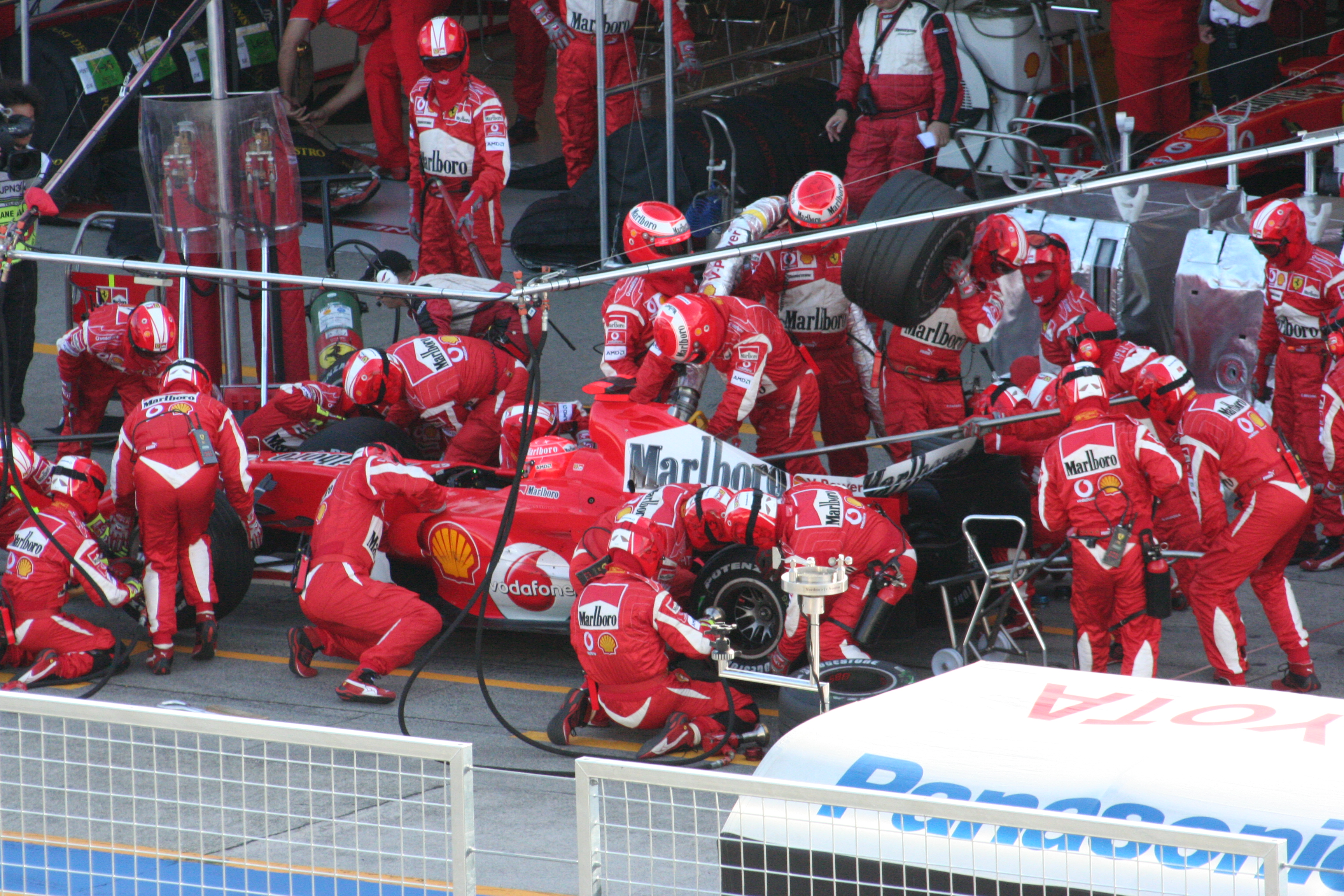
Michael Schumacher kerékcseréje

A tizenhetedik versenyt, a japán nagydíjat 2006. október 8-án rendezték Suzukában. A pályán egy kör 5,807 km, a verseny 56 körös volt.
Az első rajtkockát Felipe Massa szerezte meg csapattársa előtt. Alonso csak az ötödik lett. Meglepetésre a két Toyotás, Ralf Schumacher és Jarno Trulli, a harmadik és a negyedik pozíciót szerezte meg. A második körben a német megelőzte brazil csapattársát és az élre állt. Alonso ezután feljött a második helyre miután Massa beragadt boxkiállása után Heidfeld mögé. A 21. körben Albers autójának hátsó felfüggesztése kiszakadt a célegyenes előtt, de a biztonsági autót végül nem kellett beküldeni. 16 körrel a verseny vége előtt az addig vezető Schumachernek motorhiba miatt ki kellett állnia, így Alonso megnyerte a nagydíjat. A leggyorsabb kör is a spanyolé lett, 1:32,676. A további pontszerzők Felipe Massa, Giancarlo Fisichella, Jenson Button, Kimi Räikkönen, Jarno Trulli, Ralf Schumacher és Nick Heidfeld voltak.
A verseny után Alonso ismét vezette a bajnokságot, 10 pontra növelte előnyét, amivel szinte bebiztosította világbajnoki címét. Schumacher csak úgy tudott volna világbajnok lenni, ha az utolsó futamot megnyeri, míg Alonso nem szerez pontot.

### Brazil nagydíj

Autódromo José Carlos Pace

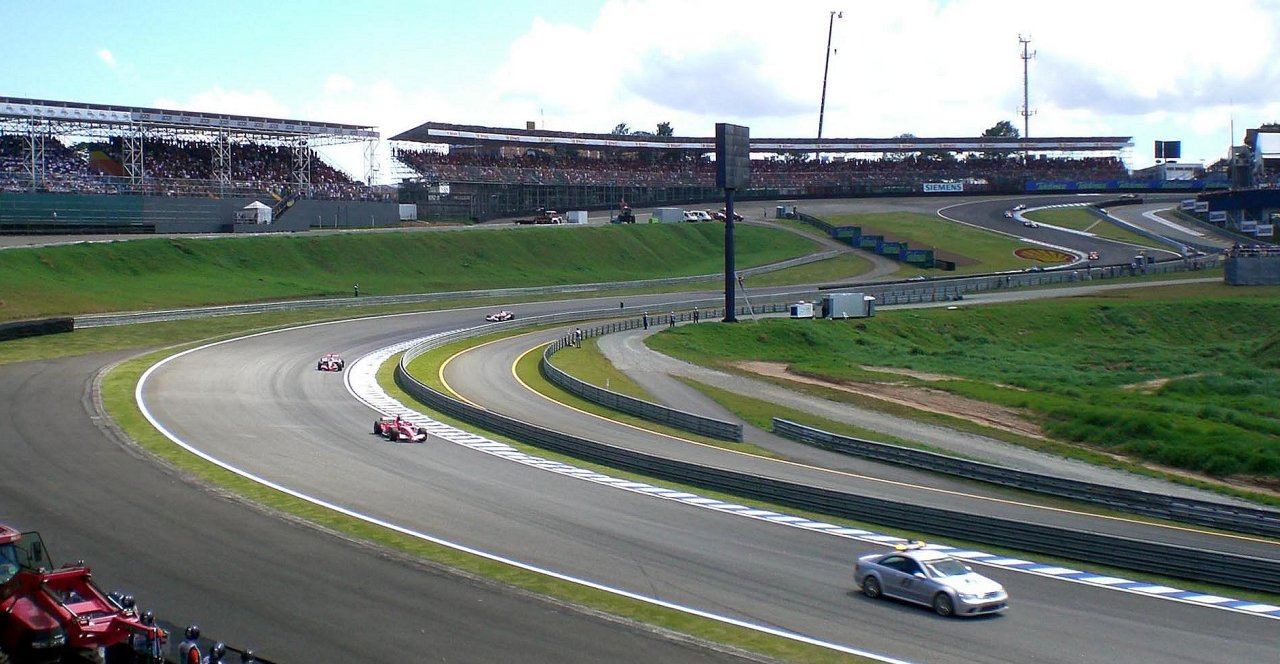
A biztonsági autó a brazil Nagydíjon

A tizennyolcadik, egyben az utolsó versenyt, a brazil nagydíjat 2006. október 22-én rendezték Interlagosban. A pályán egy kör 4,309 km, a verseny 71 körös volt.
Felipe Massa szerezte meg a pole-pozíciót Räikkönen előtt hazai versenyén. Michael Schumacher autójának benzinnyomásával problémák voltak, ezért csak a tizedik helyet tudta megszerezni, Alonso a negyedik helyről rajtolhatott. Schumacher a verseny elején az ötödik helyig küzdötte fel magát, de Giancarlo Fisichella előzése közben defektet kapott a bal hátsó gumija, és az utolsó helyre esett vissza. A verseny végéig a negyedik helyre jött fel. Legutolsó előzését Kimi Räikkönen ellen mutatta be. Utolsó nagydíján megszerezte a leggyorsabb kört is, 1:12,162-del. Massa az első brazilként nyerte meg a nagydíjat Ayrton Senna 1993-as győzelme óta. Alonso a második helyen ért célba, ezzel pedig megszerezte második világbajnoki címét a Renault-val.

## Végeredmény

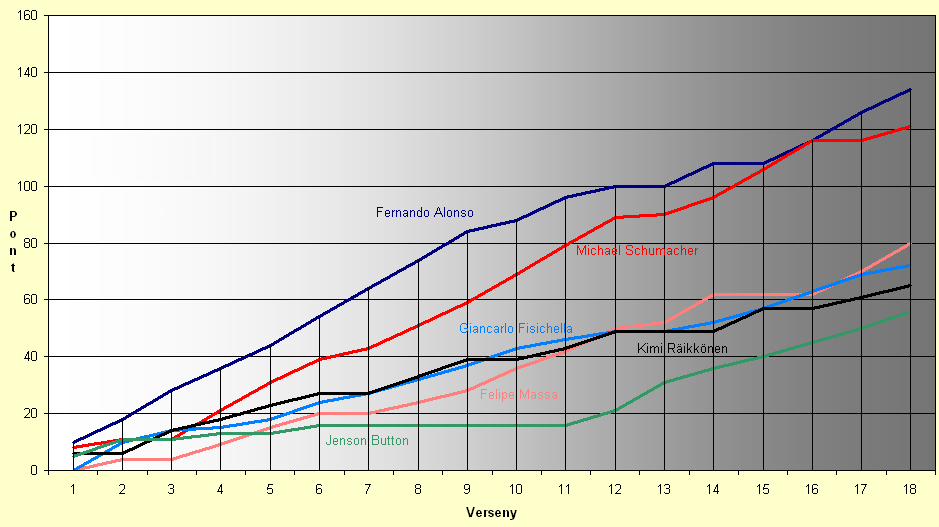
Az első hat versenyző pontdiagramja

A szezon Alonso és Schumacher, valamint a csapatok terén a Renault és a Ferrari csatájáról szólt. A két világbajnok versenyzőn kívül még csapattársuk, a Renault-s Fisichella és a Ferraris Massa tudott futamot nyerni. A két topcsapat mellett Jenson Button tudott egy győzelmet szerezni a Hondának a kaotikus magyar nagydíjon. Így összesen öt versenyző nyert futamot. A szezon első felében a Renault dominált, majd az amerikai nagydíjtól, az évad második felében a Ferrari. Indianapolis előtt Alonso előnye 25 pont volt a Michaellel szemben, míg a Renault 34 egységgel gyűjtött többet, mint a Ferrari. A kínai nagydíj után már az olaszok versenyzője és a csapat is vezette a tabellát, de az utolsó előtti japán nagydíjon elvesztették a konstruktőri és az egyéni vezető helyüket. Az utolsó versenyen már nem sikerült fordítaniuk, és 2005 után megvédte az egyéni címét Fernando Alonso és konstruktőri címét a Renault. Jenson Button az utolsó versenyeken, (a magyar nagydíjtól a szezon végéig) több pontot szerzett, mint bármelyik versenyző ebben az időszakban.
A csapatok terén több pozícióváltás is történt 2005-höz képest. A Ferrari egy helyet javítva a második lett a konstruktőri bajnokságban, míg a Renault megőrizte első helyét. A McLaren 2005-ös második helyezését követően egy pozíciót rontott. 2006 egyik legnagyobb meglepetését a BMW Sauber és a Honda hozta. Mindkét csapat új volt, de jogelőddel mind a kettő rendelkezett. A legtöbb pozíciót – hármat – a Williams veszített, miután kénytelenek voltak Cosworth motorokra váltani a korábbi BMW-ről. A teljesen új Super Agurinak nem sikerült fényesre a debütáló éve, az utolsó helyen, pont nélkül végeztek a konstruktőrök között. Az FIA Díjkiosztó gáláját 2006. december 8-án, Monacóban tartották.

### Nagydíjak
| #   | Nagydíj              | Pole Pozíció         | Leggyorsabb kör    | Győztes pilóta       | Győztes konstruktőr | Összefoglaló |
| --- | -------------------- | -------------------- | ------------------ | -------------------- | ------------------- | ------------ |
| 751 | bahreini nagydíj     | Michael Schumacher   | Nico Rosberg       | Fernando Alonso      | Renault             | Összefoglaló |
| 752 | maláj nagydíj        | Giancarlo Fisichella | Fernando Alonso    | Giancarlo Fisichella | Renault             | Összefoglaló |
| 753 | ausztrál nagydíj     | Jenson Button        | Kimi Räikkönen     | Fernando Alonso      | Renault             | Összefoglaló |
| 754 | San Marinó-i nagydíj | Michael Schumacher   | Fernando Alonso    | Michael Schumacher   | Ferrari             | Összefoglaló |
| 755 | európai nagydíj      | Fernando Alonso      | Michael Schumacher | Michael Schumacher   | Ferrari             | Összefoglaló |
| 756 | spanyol nagydíj      | Fernando Alonso      | Felipe Massa       | Fernando Alonso      | Renault             | Összefoglaló |
| 757 | monacói nagydíj      | Fernando Alonso      | Michael Schumacher | Fernando Alonso      | Renault             | Összefoglaló |
| 758 | brit nagydíj         | Fernando Alonso      | Fernando Alonso    | Fernando Alonso      | Renault             | Összefoglaló |
| 759 | kanadai nagydíj      | Fernando Alonso      | Kimi Räikkönen     | Fernando Alonso      | Renault             | Összefoglaló |
| 760 | amerikai nagydíj     | Michael Schumacher   | Michael Schumacher | Michael Schumacher   | Ferrari             | Összefoglaló |
| 761 | francia nagydíj      | Michael Schumacher   | Michael Schumacher | Michael Schumacher   | Ferrari             | Összefoglaló |
| 762 | német nagydíj        | Kimi Räikkönen       | Michael Schumacher | Michael Schumacher   | Ferrari             | Összefoglaló |
| 763 | magyar nagydíj       | Kimi Räikkönen       | Felipe Massa       | Jenson Button        | Honda               | Összefoglaló |
| 764 | török nagydíj        | Felipe Massa         | Michael Schumacher | Felipe Massa         | Ferrari             | Összefoglaló |
| 765 | olasz nagydíj        | Kimi Räikkönen       | Kimi Räikkönen     | Michael Schumacher   | Ferrari             | Összefoglaló |
| 766 | kínai nagydíj        | Fernando Alonso      | Fernando Alonso    | Michael Schumacher   | Ferrari             | Összefoglaló |
| 767 | japán nagydíj        | Felipe Massa         | Fernando Alonso    | Fernando Alonso      | Renault             | Összefoglaló |
| 768 | brazil nagydíj       | Felipe Massa         | Michael Schumacher | Felipe Massa         | Ferrari             | Összefoglaló |

### Versenyzők
Pontozás:
| Helyezés | 1. | 2. | 3. | 4. | 5. | 6. | 7. | 8. | 9.-20. |
| -------- | -- | -- | -- | -- | -- | -- | -- | -- | ------ |
| Pont     | 10 | 8  | 6  | 5  | 4  | 3  | 2  | 1  | 0      |

| Helyezés | Versenyző            | BHR | MAL | AUS | SMR | EUR | ESP | MON | GBR | CAN | USA | FRA | GER | HUN | TUR | ITA | CHN | JPN | BRA | Pont |
| -------- | -------------------- | --- | --- | --- | --- | --- | --- | --- | --- | --- | --- | --- | --- | --- | --- | --- | --- | --- | --- | ---- |
| 1        | Fernando Alonso      | 1   | 2   | 1   | 2   | 2   | 1   | 1   | 1   | 1   | 5   | 2   | 5   | Ki  | 2   | Ki  | 2   | 1   | 2   | 134  |
| 2        | Michael Schumacher   | 2   | 6   | Ki  | 1   | 1   | 2   | 5   | 2   | 2   | 1   | 1   | 1   | 8*  | 3   | 1   | 1   | Ki  | 4   | 121  |
| 3        | Felipe Massa         | 9   | 5   | Ki  | 4   | 3   | 4   | 9   | 5   | 5   | 2   | 3   | 2   | 7   | 1   | 9   | Ki  | 2   | 1   | 80   |
| 4        | Giancarlo Fisichella | Ki  | 1   | 5   | 8   | 6   | 3   | 6   | 4   | 4   | 3   | 6   | 6   | Ki  | 6   | 4   | 3   | 3   | 6   | 72   |
| 5        | Kimi Räikkönen       | 3   | Ki  | 2   | 5   | 4   | 5   | Ki  | 3   | 3   | Ki  | 5   | 3   | Ki  | Ki  | 2   | Ki  | 5   | 5   | 65   |
| 6        | Jenson Button        | 4   | 3   | 10* | 7   | Ki  | 6   | 11  | Ki  | 9   | Ki  | Ki  | 4   | 1   | 4   | 5   | 4   | 4   | 3   | 56   |
| 7        | Rubens Barrichello   | 15  | 10  | 7   | 10  | 5   | 7   | 4   | 10  | Ki  | 6   | Ki  | Ki  | 4   | 8   | 6   | 6   | 12  | 7   | 30   |
| 8        | Juan Pablo Montoya   | 5   | 4   | Ki  | 3   | Ki  | Ki  | 2   | 6   | Ki  | Ki  |     |     |     |     |     |     |     |     | 26   |
| 9        | Nick Heidfeld        | 12  | Ki  | 4   | 13  | 10  | 8   | 7   | 7   | 7   | Ki  | 8   | Ki  | 3   | 14  | 8   | 7   | 8   | 17* | 23   |
| 10       | Ralf Schumacher      | 14  | 8   | 3   | 9   | Ki  | Ki  | 8   | Ki  | Ki  | Ki  | 4   | 9   | 6   | 7   | 15  | Ki  | 7   | Ki  | 20   |
| 11       | Pedro de la Rosa     |     |     |     |     |     |     |     |     |     |     | 7   | Ki  | 2   | 5   | Ki  | 5   | 11  | 8   | 19   |
| 12       | Jarno Trulli         | 16  | 9   | Ki  | Ki  | 9   | 10  | 17* | 11  | 6   | 4   | Ki  | 7   | 12* | 9   | 7   | Ki  | 6   | Ki  | 15   |
| 13       | David Coulthard      | 10  | Ki  | 8   | Ki  | Ki  | 14  | 3   | 12  | 8   | 7   | 9   | 11  | 5   | 15* | 12  | 9   | Ki  | Ki  | 14   |
| 14       | Mark Webber          | 6   | Ki  | Ki  | 6   | Ki  | 9   | Ki  | Ki  | 12  | Ki  | Ki  | Ki  | Ki  | 10  | 10  | 8   | Ki  | Ki  | 7    |
| 15       | Jacques Villeneuve   | Ki  | 7   | 6   | 12  | 8   | 12  | 14  | 8   | Ki  | Ki  | 11  | Ki  |     |     |     |     |     |     | 7    |
| 16       | Robert Kubica        |     |     |     |     |     |     |     |     |     |     |     |     | Kiz | 12  | 3   | 13  | 9   | 9   | 6    |
| 17       | Nico Rosberg         | 7   | Ki  | Ki  | 11  | 7   | 11  | Ki  | 9   | Ki  | 9   | 14  | Ki  | Ki  | Ki  | Ki  | 11  | 10  | Ki  | 4    |
| 18       | Christian Klien      | 8   | Ki  | Ki  | Ki  | Ki  | 13  | Ki  | 14  | 11  | Ki  | 12  | 8   | Ki  | 11  | 11  |     |     |     | 2    |
| 19       | Vitantonio Liuzzi    | 11  | 11  | Ki  | 14  | Ki  | 15* | 10  | 13  | 13  | 8   | 13  | 10  | Ki  | Ki  | 14  | 10  | 14  | 13  | 1    |
| 20       | Scott Speed          | 13  | Ki  | 9   | 15  | 11  | Ki  | 13  | Ki  | 10  | Ki  | 10  | 12  | 11  | 13  | 13  | 14  | 18* | 11  | 0    |
| 21       | Tiago Monteiro       | 17  | 13  | Ki  | 16  | 12  | 16  | 15  | 16  | 14  | Ki  | Ki  | Kiz | 9   | Ki  | Ki  | Ki  | 16  | 15  | 0    |
| 22       | Christijan Albers    | Ki  | 12  | 11  | Ki  | 13  | Ki  | 12  | 15  | Ki  | Ki  | 15  | Kiz | 10  | Ki  | 17  | 15  | Ki  | 14  | 0    |
| 23       | Szató Takuma         | 18  | 14  | 12  | Ki  | Ki  | 17  | Ki  | 17  | 15* | Ki  | Ki  | Ki  | 13  | NC  | 16  | Kiz | 15  | 10  | 0    |
| 24       | Robert Doornbos      |     |     |     |     |     |     |     |     |     |     |     |     |     |     |     | 12  | 13  | 12  | 0    |
| 25       | Ide Júdzsi           | Ki  | Ki  | 13  | Ki  |     |     |     |     |     |     |     |     |     |     |     |     |     |     | 0    |
| 26       | Jamamoto Szakon      |     |     |     |     |     |     |     |     |     |     |     | Ki  | Ki  | Ki  | Ki  | 16  | 17  | 16  | 0    |
| 27       | Franck Montagny      |     |     |     |     | Ki  | Ki  | 16  | 18  | Ki  | Ki  | 16  |     |     |     |     |     |     |     | 0    |
| Helyezés | Versenyző            | BHR | MAL | AUS | SMR | EUR | ESP | MON | GBR | CAN | USA | FRA | GER | HUN | TUR | ITA | CHN | JPN | BRA | Pont |

* A versenyző nem ért célba, de teljesítette a futam 90%-át, így helyezését értékelték.
| Helyezés | +/- | Versenyző            | Csapat              | Rajt | Győzelem | Dobogós helyezés | Pole pozíció | Leggyorsabb kör | Pont |
| -------- | --- | -------------------- | ------------------- | ---- | -------- | ---------------- | ------------ | --------------- | ---- |
| 1        | 0   | Fernando Alonso      | Renault             | 18   | 7        | 14               | 6            | 5               | 134  |
| 2        | +1  | Michael Schumacher   | Ferrari             | 18   | 7        | 12               | 4            | 7               | 121  |
| 3        | +10 | Felipe Massa         | Ferrari             | 18   | 2        | 7                | 3            | 2               | 80   |
| 4        | +1  | Giancarlo Fisichella | Renault             | 18   | 1        | 5                | 1            | 0               | 72   |
| 5        | -3  | Kimi Räikkönen       | McLaren-Mercedes    | 18   | 0        | 6                | 3            | 3               | 65   |
| 6        | +3  | Jenson Button        | Honda               | 18   | 1        | 3                | 1            | 0               | 56   |
| 7        | +1  | Rubens Barrichello   | Honda               | 18   | 0        | 0                | 0            | 0               | 30   |
| 8        | -4  | Juan Pablo Montoya   | McLaren-Mercedes    | 10   | 0        | 2                | 0            | 0               | 26   |
| 9        | +2  | Nick Heidfeld        | BMW Sauber          | 18   | 0        | 1                | 0            | 0               | 23   |
| 10       | -4  | Ralf Schumacher      | Toyota              | 18   | 0        | 1                | 0            | 0               | 20   |
| 11       | +9  | Pedro de la Rosa     | McLaren-Mercedes    | 8    | 0        | 1                | 0            | 0               | 19   |
| 12       | -5  | Jarno Trulli         | Toyota              | 18   | 0        | 0                | 0            | 0               | 15   |
| 13       | -1  | David Coulthard      | Red Bull-Ferrari    | 18   | 0        | 1                | 0            | 0               | 14   |
| 14       | -4  | Mark Webber          | Williams-Cosworth   | 18   | 0        | 0                | 0            | 0               | 7    |
| 15       | -1  | Jacques Villeneuve   | BMW Sauber          | 12   | 0        | 0                | 0            | 0               | 7    |
| 16       | –   | Robert Kubica        | BMW Sauber          | 6    | 0        | 1                | 0            | 0               | 6    |
| 17       | –   | Nico Rosberg         | Williams-Cosworth   | 18   | 0        | 0                | 0            | 1               | 4    |
| 18       | -3  | Christian Klien      | Red Bull-Ferrari    | 15   | 0        | 0                | 0            | 0               | 2    |
| 19       | +5  | Vitantonio Liuzzi    | Toro Rosso-Cosworth | 18   | 0        | 0                | 0            | 0               | 1    |
| 20       | –   | Scott Speed          | Toro Rosso-Cosworth | 18   | 0        | 0                | 0            | 0               | 0    |
| 21       | -5  | Tiago Monteiro       | MF1-Toyota          | 18   | 0        | 0                | 0            | 0               | 0    |
| 22       | -3  | Christijan Albers    | MF1-Toyota          | 18   | 0        | 0                | 0            | 0               | 0    |
| 23       | 0   | Szató Takuma         | Super Aguri-Honda   | 18   | 0        | 0                | 0            | 0               | 0    |
| 24       | +1  | Robert Doornbos      | Red Bull-Ferrari    | 3    | 0        | 0                | 0            | 0               | 0    |
| 25       | –   | Ide Júdzsi           | Super Aguri-Honda   | 4    | 0        | 0                | 0            | 0               | 0    |
| 26       | –   | Jamamoto Szakon      | Super Aguri-Honda   | 7    | 0        | 0                | 0            | 0               | 0    |
| 27       | –   | Franck Montagny      | Super Aguri-Honda   | 7    | 0        | 0                | 0            | 0               | 0    |

- +/- A versenyző helyezése a 2005-ös világbajnoksághoz képest.

### Konstruktőrök
| #  | Csapat              | BHR | MAL | AUS | SMR | EUR | ESP | MON | GBR | CAN | USA | FRA | GER | HUN | TUR | ITA | CHN | JPN | BRA | Pontszám |
| -- | ------------------- | --- | --- | --- | --- | --- | --- | --- | --- | --- | --- | --- | --- | --- | --- | --- | --- | --- | --- | -------- |
| 1  | Renault             | 1   | 2   | 1   | 2   | 2   | 1   | 1   | 1   | 1   | 5   | 2   | 5   | Ki  | 2   | Ki  | 2   | 1   | 2   | 206      |
| 1  | Renault             | Ki  | 1   | 5   | 8   | 6   | 3   | 6   | 4   | 4   | 3   | 6   | 6   | Ki  | 6   | 4   | 3   | 3   | 6   | 206      |
| 2  | Ferrari             | 2   | 6   | Ki  | 1   | 1   | 2   | 5   | 2   | 2   | 1   | 1   | 1   | 8   | 3   | 1   | 1   | Ki  | 4   | 201      |
| 2  | Ferrari             | 9   | 5   | Ki  | 4   | 3   | 4   | 9   | 5   | 5   | 2   | 3   | 2   | 7   | 1   | 9   | Ki  | 2   | 1   | 201      |
| 3  | McLaren-Mercedes    | 3   | Ki  | 2   | 5   | 4   | 5   | Ki  | 3   | 3   | Ki  | 5   | 3   | Ki  | Ki  | 2   | Ki  | 5   | 5   | 110      |
| 3  | McLaren-Mercedes    | 5   | 4   | Ki  | 3   | Ki  | Ki  | 2   | 6   | Ki  | Ki  | 7   | Ki  | 2   | 5   | Ki  | 5   | 11  | 8   | 110      |
| 4  | Honda               | 15  | 10  | 7   | 10  | 5   | 7   | 4   | 10  | Ki  | 6   | Ki  | Ki  | 4   | 8   | 6   | 6   | 12  | 7   | 86       |
| 4  | Honda               | 4   | 3   | 10  | 7   | Ki  | 6   | 11  | Ki  | 9   | Ki  | Ki  | 4   | 1   | 4   | 5   | 4   | 4   | 3   | 86       |
| 5  | BMW Sauber          | 12  | Ki  | 4   | 13  | 10  | 8   | 7   | 7   | 7   | Ki  | 8   | Ki  | 3   | 14  | 8   | 7   | 8   | 17  | 36       |
| 5  | BMW Sauber          | Ki  | 7   | 6   | 12  | 8   | 12  | 14  | 8   | Ki  | Ki  | 11  | Ki  | Kiz | 12  | 3   | 13  | 9   | 9   | 36       |
| 6  | Toyota              | 14  | 8   | 3   | 9   | Ki  | Ki  | 8   | Ki  | Ki  | Ki  | 4   | 9   | 6   | 7   | 15  | Ki  | 7   | Ki  | 35       |
| 6  | Toyota              | 16  | 9   | Ki  | Ki  | 9   | 10  | 17  | 11  | 6   | 4   | Ki  | 7   | 12  | 9   | 7   | Ki  | 6   | Ki  | 35       |
| 7  | Red Bull-Ferrari    | 10  | Ki  | 8   | Ki  | Ki  | 14  | 3   | 12  | 8   | 7   | 9   | 11  | 5   | 15  | 12  | 9   | Ki  | Ki  | 16       |
| 7  | Red Bull-Ferrari    | 8   | Ki  | Ki  | Ki  | Ki  | 13  | Ki  | 14  | 11  | Ki  | 12  | 8   | Ki  | 11  | 11  | 12  | 13  | 12  | 16       |
| 8  | Williams-Cosworth   | 6   | Ki  | Ki  | 6   | Ki  | 9   | Ki  | Ki  | 12  | Ki  | Ki  | Ki  | Ki  | 10  | 10  | 8   | Ki  | Ki  | 11       |
| 8  | Williams-Cosworth   | 7   | Ki  | Ki  | 11  | 7   | 11  | Ki  | 9   | Ki  | 9   | 14  | Ki  | Ki  | Ki  | Ki  | 11  | 10  | Ki  | 11       |
| 9  | Toro Rosso-Cosworth | 11  | 11  | Ki  | 14  | Ki  | 15  | 10  | 13  | 13  | 8   | 13  | 10  | Ki  | Ki  | 14  | 10  | 14  | 13  | 1        |
| 9  | Toro Rosso-Cosworth | 13  | Ki  | 9   | 15  | 11  | Ki  | 13  | Ki  | 10  | Ki  | 10  | 12  | 11  | 13  | 13  | 14  | 18  | 11  | 1        |
| 10 | MF1-Toyota          | 17  | 13  | Ki  | 16  | 12  | 16  | 15  | 16  | 14  | Ki  | Ki  | Kiz | 9   | Ki  | Ki  | Ki  | 16  | 15  | 0        |
| 10 | MF1-Toyota          | Ki  | 12  | 11  | Ki  | 13  | Ki  | 12  | 15  | Ki  | Ki  | 15  | Kiz | 10  | Ki  | 17  | 15  | Ki  | 14  | 0        |
| 11 | Super Aguri-Honda   | 18  | 14  | 12  | Ki  | Ki  | 17  | Ki  | 17  | 15  | Ki  | Ki  | Ki  | 13  | HN  | 16  | Kiz | 15  | 10  | 0        |
| 11 | Super Aguri-Honda   | Ki  | Ki  | 13  | Ki  | Ki  | Ki  | 16  | 18  | Ki  | Ki  | 16  | Ki  | Ki  | Ki  | Ki  | 16  | 17  | 16  | 0        |
| #  | Csapat              | BHR | MAL | AUS | SMR | EUR | ESP | MON | GBR | CAN | USA | FRA | GER | HUN | TUR | ITA | CHN | JPN | BRA | Pontszám |

* A csapat versenyzője nem ért célba, de teljesítette a futam 90%-át, így mégis klasszifikálták
| Helyezés | +/- | Csapat      | Modell        | Motor    | Gumi | Start | Győzelem | Dobogós hely | Pole pozíció | Leggyorsabb kör | Pont |
| -------- | --- | ----------- | ------------- | -------- | ---- | ----- | -------- | ------------ | ------------ | --------------- | ---- |
| 1        | 0   | Renault     | R26           | Renault  | M    | 18    | 8        | 19           | 7            | 5               | 206  |
| 2        | +1  | Ferrari     | 248 F1        | Ferrari  | B    | 18    | 9        | 19           | 7            | 9               | 201  |
| 3        | -1  | McLaren     | MP4-21        | Mercedes | M    | 18    | 0        | 9            | 3            | 3               | 110  |
| 4        | +2  | Honda*      | RA106         | Honda    | M    | 18    | 1        | 3            | 1            | 0               | 86   |
| 5        | +3* | BMW Sauber  | F1.06         | BMW      | M    | 18    | 0        | 2            | 0            | 0               | 36   |
| 6        | -2  | Toyota      | TF106, TF106B | Toyota   | B    | 18    | 0        | 1            | 0            | 0               | 35   |
| 7        | 0   | Red Bull    | RB2           | Ferrari  | M    | 18    | 0        | 1            | 0            | 0               | 16   |
| 8        | -3  | Williams    | FW28          | Cosworth | B    | 18    | 0        | 0            | 0            | 1               | 11   |
| 9        | +1* | Toro Rosso  | STR01         | Cosworth | M    | 18    | 0        | 0            | 0            | 0               | 1    |
| 10       | -1* | MF1         | M16           | Toyota   | B    | 18    | 0        | 0            | 0            | 0               | 0    |
| 11       | –   | Super Aguri | SA05, SA06    | Honda    | B    | 18    | 0        | 0            | 0            | 0               | 0    |

- +/- A csapat helyezése 2005-höz képest

* A csapat helyezése az előző évi jogelődjéhez képest (BAR→Honda), (Sauber→BMW Sauber), (Jordan→MF1), (Minardi→Toro Rosso)

### Időmérő edzések
Színmagyarázat:
| Helyezés | Pole pozíció | A Q3-ba jutott | Kiesett a Q2-ben | Kiesett a Q1-ben | Nem kvalifikált | Nem vett részt | Kizárták |
| -------- | ------------ | -------------- | ---------------- | ---------------- | --------------- | -------------- | -------- |
| Színkód  | 1.           | 2–10.          | 11–16.           | 17–22.           | nk              | ni             | kiz      |

| Helyezés | Versenyző            | Rajt- szám | BHR | MAL | AUS | SMR | EUR | ESP | MON | GBR | CAN | USA | FRA | GER | HUN | TUR | ITA | CHN | JPN | BRA |
| -------- | -------------------- | ---------- | --- | --- | --- | --- | --- | --- | --- | --- | --- | --- | --- | --- | --- | --- | --- | --- | --- | --- |
| 1.       | Fernando Alonso      | 1          | 4   | 8   | 3   | 5   | 1   | 1   | 2   | 1   | 1   | 5   | 3   | 7   | 15  | 3   | 5†  | 1   | 5   | 4   |
| 2        | Michael Schumacher   | 5          | 1   | 4†  | 11  | 1   | 2   | 3   | 1†  | 3   | 5   | 1   | 1   | 2   | 12  | 2   | 2   | 6   | 2   | 10  |
| 3        | Felipe Massa         | 6          | 2   | 16† | 16  | 4   | 3   | 4   | nk  | 4   | 10  | 2   | 2   | 3   | 2   | 1   | 4   | 13† | 1   | 1   |
| 4        | Giancarlo Fisichella | 2          | 9   | 1   | 2   | 11  | 13  | 2   | 4†  | 5   | 2   | 3   | 5   | 7   | 8   | 4   | 10  | 2   | 6   | 6   |
| 5        | Kimi Räikkönen       | 3          | nk  | 7   | 4   | 8   | 5   | 9   | 5   | 2   | 3   | 9   | 6   | 1   | 1   | 8   | 1   | 5   | 11  | 2   |
| 6        | Jenson Button        | 12         | 3   | 2   | 1   | 2   | 6   | 8   | 14  | 19  | 8   | 7   | 19  | 4   | 4†  | 7   | 6   | 4   | 7   | 14  |
| 7        | Rubens Barrichello   | 11         | 6   | 12† | 17  | 3   | 4   | 5   | 7   | 6   | 9   | 4   | 14  | 6   | 3   | 14  | 9   | 3   | 8   | 5   |
| 8        | Juan Pablo Montoya   | 4          | 5   | 6   | 5   | 7   | 9   | 12  | 6   | 8   | 7   | 11  |     |     |     |     |     |     |     |     |
| 9        | Nick Heidfeld        | 16         | 10  | 15  | 8   | 15  | 15  | 10  | 16  | 9   | 13  | 10  | 12  | 16  | 11  | 6   | 3   | 8   | 9   | 8   |
| 10       | Ralf Schumacher      | 7          | 17  | 10† | 6   | 6   | 11  | 6   | 11  | 7   | 14  | 8   | 5   | 8   | 7   | 5†  | 13  | 17  | 3   | 7   |
| 11       | Pedro de la Rosa     | 4          |     |     |     |     |     |     |     |     |     |     | 8   | 9   | 5   | 12  | 8   | 7   | 13  | 12  |
| 12       | Jarno Trulli         | 8          | 14  | 13  | 10  | 9   | 7   | 7   | 8   | nk  | 4   | 20  | 4   | 13  | 9   | 13  | 11  | 18  | 4   | 3   |
| 13       | David Coulthard      | 14         | 13  | 11† | 12  | 14  | 14  | nk  | 9   | 11  | 16  | 17  | 10  | 10  | 13  | 17  | 14  | 12  | 17  | 19  |
| 14       | Mark Webber          | 9          | 7   | 5   | 7   | 10  | 10† | 11  | 3   | 17  | 17  | 12  | 11  | 11  | 6   | 10  | 19  | 15  | 14  | 11  |
| 15       | Jacques Villeneuve   | 17         | 11  | 14  | 9†  | 12  | 8†  | 14† | 15  | 10  | 11  | 6   | 18  | 14  |     |     |     |     |     |     |
| 16       | Robert Kubica        | 17         |     |     |     |     |     |     |     |     |     |     |     |     | 10  | 9   | 7   | 9   | 12  | 9   |
| 17       | Nico Rosberg         | 10         | 12  | 3   | 15  | 13  | 12† | 13  | 10  | 12  | 6   | 19  | 9   | 15  | 18  | 15  | 12  | 16  | 10  | 13  |
| 18       | Christian Klien      | 15         | 8   | 9   | 14  | 17  | 17  | 15  | 12  | 14  | 12  | 16  | 13  | 12  | 14  | 11  | 16  |     |     |     |
| 19       | Vitantonio Liuzzi    | 20         | 15  | 18  | 13  | 16  | 16  | 16  | 13  | 13  | 15  | 21  | 17  | 17  | 17  | 19  | 17  | 14  | 15  | 16  |
| 20       | Scott Speed          | 21         | 16  | 17  | 19  | 18  | 19  | 17  | 19  | 15  | 18  | 13  | 15  | nk  | 19† | 18  | 15  | 15  | 19  | 17  |
| 21       | Tiago Monteiro       | 18         | 19  | 20  | 20  | 19  | 20  | 18  | 18  | 16  | 19  | 15  | 20  | 20  | 16  | 20  | 20  | 20  | 21  | nk  |
| 22       | Christijan Albers    | 19         | 18  | 19  | 18  | 20  | 18  | 19  | 17  | 18  | 20  | 14  | 16  | 18  | 21† | 16† | 18  | 19† | 16  | 18  |
| 23       | Szató Takuma         | 22         | 20  | 21  | 21  | 21  | 21  | 20  | 20  | 20  | 21  | 18  | 22  | 19  | 20  | 22  | 21  | 21† | 20  | 20  |
| 24       | Robert Doornbos      | 15         |     |     |     |     |     |     |     |     |     |     |     |     |     |     |     | 10  | 18  | 15  |
| 25       | Ide Júdzsi           | 23         | 21  | 22  | 22  | 22  |     |     |     |     |     |     |     |     |     |     |     |     |     |     |
| 26       | Jamamoto Szakon      | 23         |     |     |     |     |     |     |     |     |     |     |     | 21  | 22  | 21  | 22  | 22  | nk  | 21  |
| 27       | Franck Montagny      | 23         |     |     |     |     | 22  | 21  | 21  | 21  | 22  | 22  | 21  |     |     |     |     |     |     |     |
| Helyezés | Versenyző            | Rajt- szám | BHR | MAL | AUS | SMR | EUR | ESP | MON | GBR | CAN | USA | FRA | GER | HUN | TUR | ITA | CHN | JPN | BRA |

## Közvetítések
A 2006-os szezonban az RTL Klub csatorna közvetítette élőben az időmérő edzéseket és a futamokat. A magyar idő szerint kora reggeli versenyeket délután meg is ismételték. A magyar nagydíj kivételével valamennyi futamot a budapesti stúdióból kommentálták. A kommentátorok Palik László és Czollner Gyula voltak, Palikot szükség esetén Wéber Gábor helyettesítette szakkommentátorként. A helyszíni riporter Szujó Zoltán volt. A stúdióműsorokat Gyulai Balázs és Héder Barna vezették, állandó vendégeik Wéber Gábor és Szabó Róbert voltak.

## Videók
- A szezon összefoglalója. YouTube [halott link]